# Física
Física (do grego antigo: φύσις physis "natureza") é a ciência que estuda a natureza e analisa as relações e propriedades dos seus fenômenos, além de descrever e explicar a maior parte das consequências deles. Busca a compreensão científica dos comportamentos naturais e gerais do mundo em nosso entorno, desde as partículas elementares até o universo como um todo. Com o amparo do método científico e da lógica, e tendo a matemática como linguagem natural, esta ciência descreve a natureza por meio de modelos científicos. É considerada a ciência fundamental, sinônimo de ciência natural: as ciências naturais, como a química e a biologia, têm raízes na física. Sua presença no cotidiano é muito ampla, sendo praticamente impossível uma completíssima descrição dos fenômenos físicos em nossa volta. A aplicação da física para o benefício humano contribuiu de uma forma inestimável para o desenvolvimento de toda a tecnologia moderna, desde o automóvel até os computadores quânticos.
Historicamente, a afirmação da física como ciência moderna está intimamente ligada ao desenvolvimento da mecânica, que tem como pilares principais de estudo a energia mecânica e os momentos linear e angular, suas conservações e variações. Desde o fim da Idade Média havia a necessidade de se entender a mecânica, e os conhecimentos da época, sobretudo aristotélicos, já não eram mais suficientes. Galileu centrou seus estudos nos projéteis, pêndulos e movimentos dos planetas; Isaac Newton, mais tarde, elaborou os princípios fundamentais da dinâmica ao publicar suas leis e a gravitação universal em seu livro Principia, que se tornou a obra científica mais influente de todos os tempos. A termodinâmica, que estuda as causas e os efeitos de mudanças na temperatura, pressão e volume em escala macroscópica, teve sua origem na invenção das máquinas térmicas durante o século XVIII. Seus estudos levaram à generalização do conceito de energia. A ligação da eletricidade, que estuda cargas elétricas, com o magnetismo, que é o estudo das propriedades relacionadas aos ímãs, foi percebida apenas no início do século XIX por Hans Christian Ørsted. As descrições físicas e matemáticas da eletricidade e magnetismo foram unificadas por James Clerk Maxwell. A partir de então, estas duas áreas, juntamente com a óptica, passaram a ser tratadas como visões diferentes do mesmo fenômeno físico, o eletromagnetismo. No início do século XX, a incapacidade da descrição e explicação de certos fenômenos observados, como o efeito fotoelétrico, levantou a necessidade de abrir novos horizontes para a física. Albert Einstein publicou a teoria da relatividade geral em 1915, propondo a constância da velocidade da luz e suas consequências até então inimagináveis. A teoria da relatividade de Einstein leva a um dos princípios de conservação mais importantes da física, a relação entre massa e energia, geralmente expressa pela famosa equação E=mc². A relatividade geral também unifica os conceitos de espaço e tempo: a gravidade é apenas uma consequência da deformação do espaço-tempo causado pela presença de massa. Max Planck, ao estudar a radiação de corpo negro, foi forçado a concluir que a energia está dividida em "pacotes", conhecidos como quanta. Einstein demonstrou fisicamente as ideias de Planck, fixando as primeiras raízes da mecânica quântica. O desenvolvimento da teoria quântica de campos trouxe uma nova visão da mecânica das forças fundamentais. O surgimento da eletro e cromodinâmica quânticas e a posterior unificação do eletromagnetismo com a força fraca a altas energias são a base do modelo padrão, a principal teoria de partículas subatômicas, capaz de descrever a maioria dos fenômenos da escala microscópica que afetam as principais áreas da física.
A física é uma ciência significativa e influente e suas evoluções são frequentemente traduzidas no desenvolvimento de novas tecnologias. O avanço nos conhecimentos em eletromagnetismo permitiu o desenvolvimento de tecnologias que certamente influenciam o cotidiano da sociedade moderna: o domínio da energia elétrica permitiu o desenvolvimento e construção dos aparelhos elétricos; o domínio sobre as radiações eletromagnéticas e o controle refinado das correntes elétricas permitiu o surgimento da eletrônica e o consequente desenvolvimento das telecomunicações globais e da informática. O desenvolvimento dos conhecimentos em termodinâmica permitiu que o transporte deixasse de ser dependente da força animal ou humana graças ao advento dos motores térmicos, que também impulsionou toda uma Revolução Industrial. Nada disso seria possível, entretanto, sem o desenvolvimento da mecânica, que tem suas raízes ligadas ao próprio desenvolvimento da física. Porém, como qualquer outra ciência, a física não é estática. Físicos ainda trabalham para conseguir resolver problemas de ordem teórica, como a "catástrofe do vácuo", gravitação quântica, termodinâmica de buracos negros, dimensões suplementares, flecha do tempo, inflação cósmica e o mecanismo de Higgs. Ainda existem fenômenos observados empiricamente e experimentalmente que ainda carecem de explicações científicas, como a possível existência da matéria escura, raios cósmicos com energias teoricamente muito altas e até mesmo observações cotidianas como a turbulência. Para tal, equipamentos sofisticadíssimos foram construídos, como o Large Hadron Collider, o maior acelerador de partículas já construído do mundo, situado na Organização Europeia para a Investigação Nuclear (CERN).

## História

### Antiguidade pré-clássica

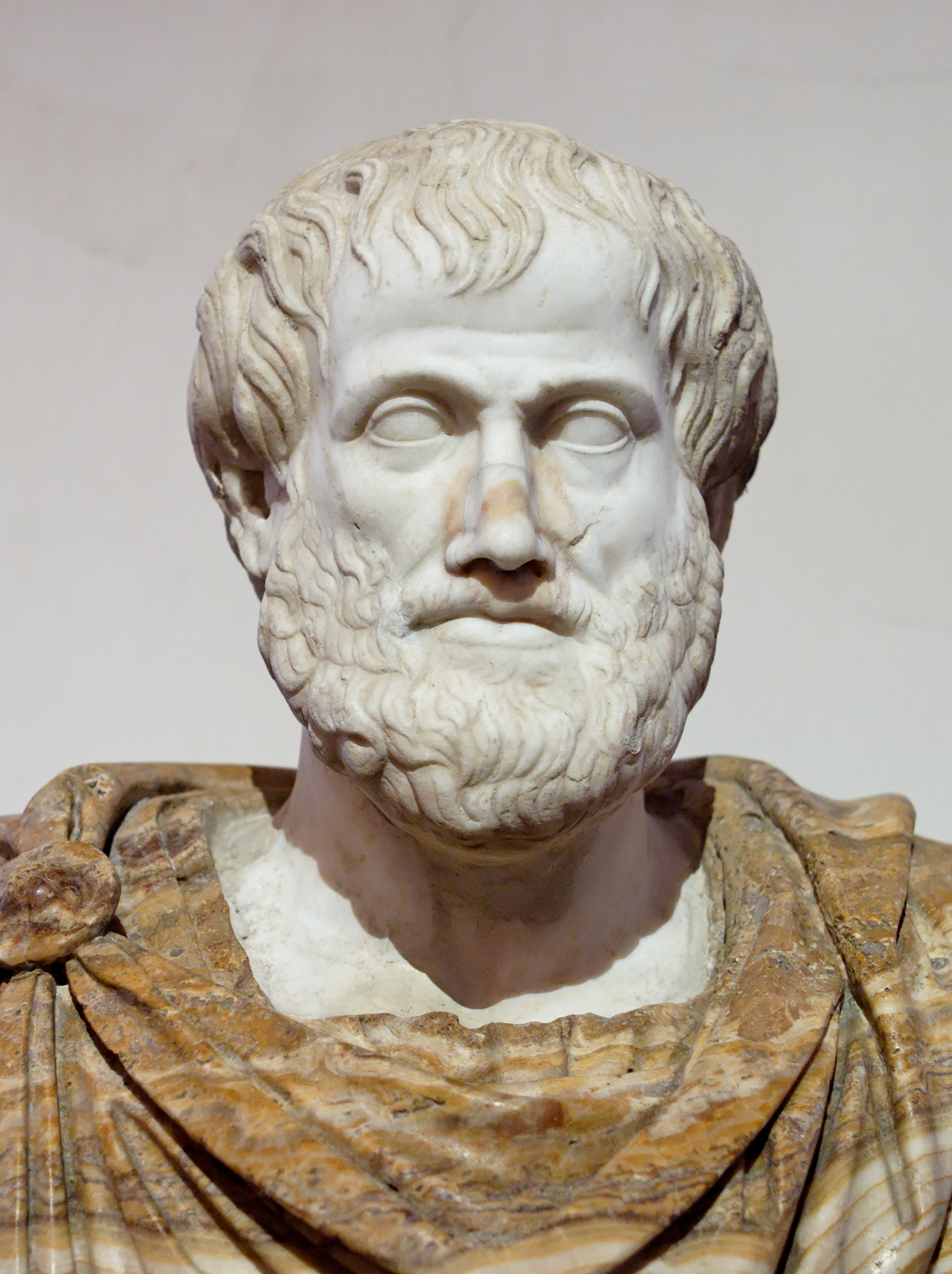
Aristóteles, considerado um dos maiores filósofos naturais da Grécia Antiga.

As pessoas, desde a Antiguidade, estavam conscientes da regularidade da Natureza. Desde tempos remotos sabia-se que o ciclo lunar era de aproximadamente 28 dias, e que os objetos, na ausência de suporte, caíam. Inicialmente, tentaram explicar tais regularidades usando a metafísica e a mitologia; tais regularidades eram obras de deuses e deusas, que controlavam o mundo ao seu bel prazer. Entretanto, a física, conhecida desde a antiguidade até o século XVIII como filosofia natural, iniciou-se como uma tentativa de se obter explicações racionais para os fenômenos naturais, evitando-se sobremaneira as infiltrações religiosas ou mágicas.
Povos de diferentes partes da Terra começaram a desenvolver ciência, sempre em torno da filosofia natural, em épocas e com ênfases diferentes. Os Indianos já refletiam sobre questões físicas desde o terceiro milênio antes de Cristo. Entre o nono e o sexto século a.C. os filósofos indianos já defendiam o heliocentrismo e o atomismo. No quarto século a.C., os chineses já haviam enunciado o que é conhecido hoje como a Primeira lei de Newton. No primeiro século a.C. os povos maias já haviam elaborado a noção de zero, antes mesmo dos europeus.

### Grécia Antiga
As primeiras tentativas ocidentais de prover uma explicação racional para os fenômenos naturais vieram com os gregos. Tales de Mileto foi historicamente o primeiro filósofo ocidental a recusar explicações sobrenaturais, religiosas ou mitológicas para os fenômenos naturais, defendendo que todo evento físico tem uma causa natural. Pitágoras e seus seguidores acreditavam que o mundo, assim como o sistema numérico inteiro, era dividido em elementos finitos, concebendo, assim, as noções de atomismo. Demócrito de Abdera, Leucipo de Mileto e Epicuro, entre o quinto e o terceiro séculos a.C., impulsionaram a filosofia do atomismo, onde propuseram que toda matéria seria constituída de pequenos átomos indivisíveis. Aristarco de Samos foi um dos primeiros defensores do heliocentrismo, embora na Grécia Antiga prevalecesse o paradigma geocentrista. A experiência, assim como todo trabalho braçal, na Grécia Antiga, eram ignorados, pois as explicações sobre o mundo físico eram baseadas em um pequeno número de princípios filosóficos. Arquimedes, entretanto, prezava a experiência: os fundamentos da estática e da hidrostática têm suas origens em Arquimedes. Os princípios do conceito de empuxo foram primeiramente formulados por ele. Tal conceito ficou conhecido como o princípio de Arquimedes.
Aristóteles é considerado um dos principais filósofos naturais da Grécia Antiga. Para ele e seguindo a ideia de Empédocles, o Universo era formado de quatro elementos básicos: o ar, a terra, a água e o fogo, além de um quinto elemento, o éter, elemento perfeito, que preencheria o restante do Universo para além da órbita da Lua. Para Aristóteles, era inconcebível a noção de vácuo e infinito. Cada elemento teria lugar próprio dentro do Universo, sendo que a terra tenderia a permanecer no centro do Universo e o fogo tenderia a fugir dele. No seu livro, Física, Aristóteles diz que a causa do movimento é a força atuante; assim que cessa a força, cessa o movimento. A continuação do movimento após a perda de contato com o causador do movimento seria a "tendência" do ar em preencher o vazio que um projétil deixa em seu rastro. Este "preenchimento" resultaria em uma força que impulsionaria o projétil para frente, mas tal efeito não seria perpétuo, findando em algum instante.
Para explicar o movimento planetário, Eudoxo de Cnido, no quarto século a.C., elaborou as primeiras observações quantitativas para montar um modelo matemático dos movimentos planetários. Eudoxo desenvolveu um sistema de esferas concêntricas, sendo que cada esfera carrega um planeta. Este sistema foi se sofisticando ao longo dos séculos, com a crença dos gregos em um sistema geocêntrico. Todas as anomalias observadas, como a regressão aparente dos planetas e até mesmo a precessão do eixo da Terra, descoberta por Hiparco, foi explicada através do aumento da complexidade do sistema de esferas geocêntricas. Ptolomeu, no século II a.C. havia elaborado um sistema esférico dos planetas com mais de 80 esferas e epiciclos e seu trabalho, resumido em uma coleção de 13 livros que ficaram conhecidos como Almagesto, foi utilizado amplamente pelos árabes e europeus até a Alta Idade Média.

### Idade Média e filosofia natural Islâmica

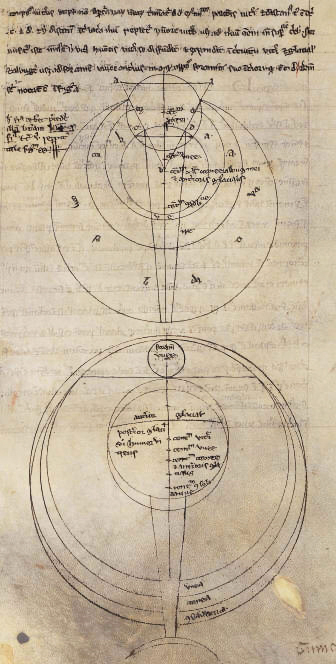
Estudos de Roger Bacon sobre óptica, no final do século XIV.

Com a queda do Império Romano, no século IV d.C., a maior parte da filosofia natural grega, assim como toda a educação em geral, perde importância. Esta época ficou conhecida como a "idade das trevas" para a evolução do conhecimento natural. Entretanto, o conhecimento natural dos gregos não foi totalmente perdido, migrou para o Oriente Médio e para o Egito. Os árabes, que já viviam naquela região, traduziram a literatura grega para o árabe. Assim, os árabes não só adquiriram o conhecimento grego, mas também o refinaram. Al-Khwarizmi é considerado o fundador da álgebra que hoje conhecemos. O astrolábio, presumidamente inventado por Ptolomeu, foi aperfeiçoado pelos persas.
No século XI, após a reconquista espanhola sobre os árabes, boa parte dos textos gregos que os árabes possuíam começou a ser traduzido para o latim. Assim, a Europa medieval voltou a apreciar a filosofia natural após longos séculos de escuridão. Uma vez traduzidos, todos os documentos foram estudados primeiramente por escolas estabelecidas juntamente a igrejas e catedrais. Tais escolas transformaram-se nas primeiras universidades medievais posteriormente. As universidades de Cambridge e Oxford foram fundadas no século XIII. Apesar de oferecerem ainda um ensino escolástico, tais universidades começaram a dar suporte para os primeiros desenvolvimentos científicos.
Guilherme de Ockham foi um dos mais importantes filósofos naturais da Idade Média. Rejeitou a explicação aristotélica do movimento e a teoria do impetus, desenvolvida ainda na Grécia Antiga e retomada por Jean Buridan. Ockham afirmava que um objeto em movimento, após ter perdido contato com o seu lançador, já não é "portador" de qualquer força, segundo a teoria do impetus, pois não se pode mais distinguir o objeto em movimento: o objeto em movimento pode ser o projétil, sob a perspectiva do lançador, ou o próprio lançador, sob o ponto de vista do projétil. A "Navalha de Ockham" diz que a explicação para qualquer fenômeno deve assumir apenas as premissas estritamente necessárias à explicação deste e eliminar todas as que não causariam qualquer diferença aparente nas predições da hipótese ou teoria.

### Renascimento, revolução científica e desenvolvimento do método científico

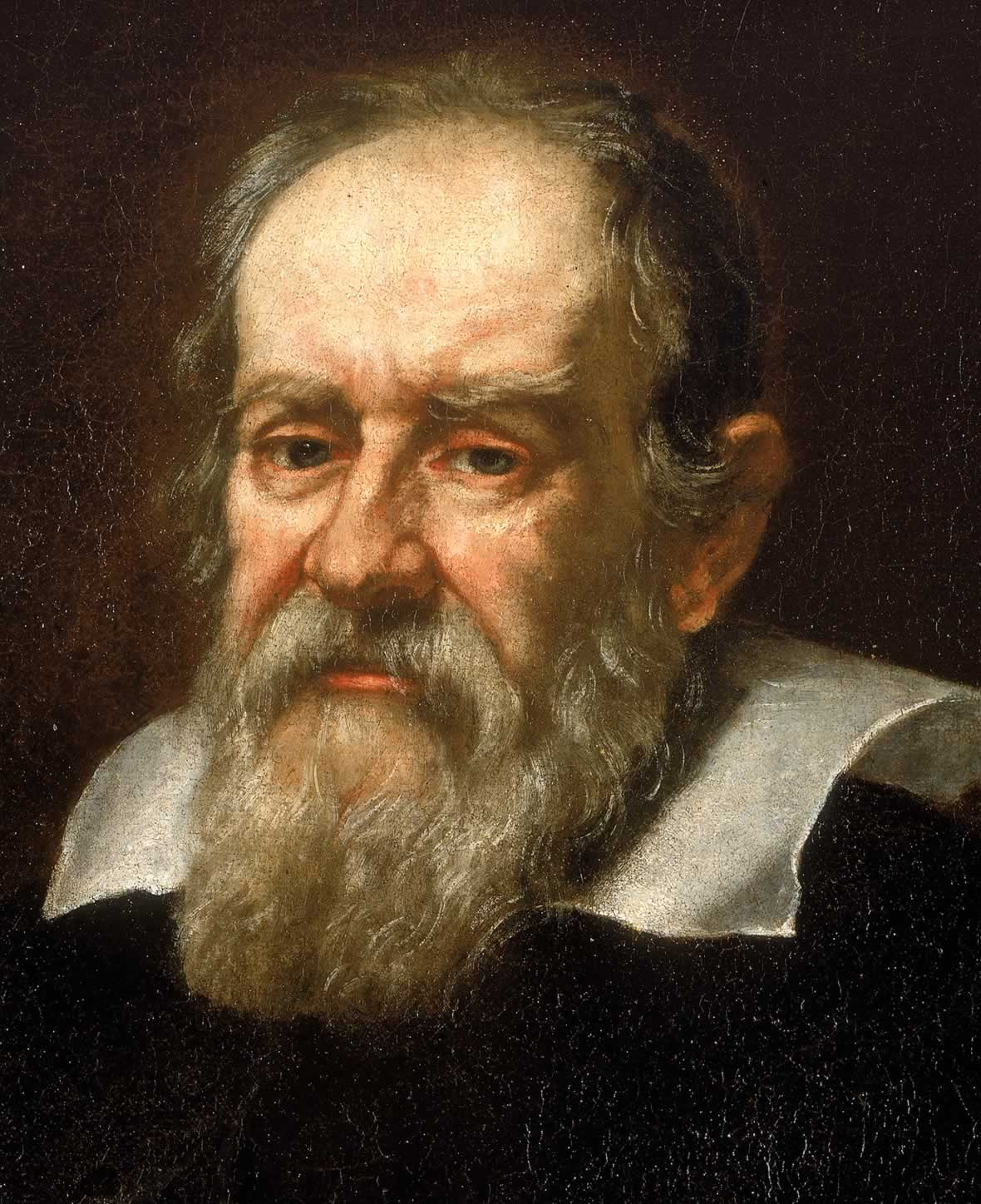
Galileu Galilei.

O renascimento foi a época do redescobrimento do conhecimento na Europa. Vários acontecimentos revolucionaram a forma de pensar da sociedade europeia. Em 1543, Nicolau Copérnico publica De revolutionibus orbium coelestium, apresentando um modelo matemático completo de um sistema heliocêntrico. Galileu Galilei é considerado o fundador da ciência moderna. Segundo Galileu, o cientista não tem o papel de explicar porque os fenômenos acontecem na Natureza, apenas pode descrevê-los. Em uma de suas obras, Galileu não afirmou que estava explicando a queda livre, apenas estava descrevendo-o. Galileu também foi o primeiro a conceber o conceito de inércia na Europa e foi o fundador da física como conhecemos hoje ao empregar a matemática na descrição de fenômenos naturais, que eram endossados pela experimentação. A sua contribuição para o desenvolvimento do telescópio contribuiu para a gradual consolidação do heliocentrismo, com a descoberta dos satélites galileanos.
Os métodos científicos de Galileu já eram uma derivação da nova forma de filosofia que vinha sendo desenvolvida por Francis Bacon e René Descartes, formulando as bases do método científico, que vinha sendo ensaiado desde a "era dourada" da filosofia natural Islâmica. Segundo Bacon, a ciência é experimental, qualitativa e indutiva. Rejeita assunções a priori e se houver uma quantidade suficiente de observações, estas seriam usadas para se induzir ou generalizar os princípios fundamentais envolvidos.
René Descartes propôs uma lógica diferente: em vez de se iniciar as observações com fatos "crus", Descartes acreditava que os princípios básicos que regem a Natureza podiam ser obtidos por uma combinação da pura razão com lógica matemática. Sua abordagem era analítica; os problemas deveriam ser "partidos" e rearranjados logicamente. Os fenômenos podem ser reduzidos e analisados aos seus componentes fundamentais. Se os componentes fundamentais fossem entendidos, o fenômeno também seria. A congruência entre os pensamentos de Bacon e de Descartes, mesmo que entrassem em conflito em certas discussões, dominou as investigações científicas nos três séculos seguintes.
A filosofia cartesiana, ou cartesianismo, rejeita toda e qualquer autoridade na obtenção do conhecimento. Os princípios básicos que regem a Natureza podiam ser obtidos por uma combinação da pura razão com lógica matemática. Em outras palavras, a busca pela verdade está baseada apenas na razão. Desse paradigma os dogmas religiosos, os preconceitos sociais, as censuras políticas e os aspectos fornecidos pelos sentidos são excluídos. A matemática passou a ser o modelo e a linguagem de todo conhecimento relacionado à ciência. Várias correntes de pensamento surgiram da filosofia cartesiana, como o racionalismo e o empirismo, e destas surgiriam o determinismo, o reducionismo e o mecanicismo.

### Desenvolvimento da mecânica, termodinâmica e eletromagnetismo
Após Galileu, Isaac Newton foi um dos cientistas mais importantes para o desenvolvimento da mecânica clássica. Suas três leis serviram de base para toda a mecânica até o início do século XX. Sua mecânica tornou-se modelo para a construção de teorias científicas futuras. Em seu livro Philosophiae Naturalis Principia Mathematica, considerado a publicação mais influente de toda a história, descreveu a universalidade de suas leis e concluiu a primeira grande unificação da História da física, já iniciada por Galileu, ao unir Céus e Terra sob as mesmas leis físicas, a gravitação universal.
A invenção da máquina a vapor, aprimorada por Thomas Newcomen e James Watt, levou a um grande interesse científico no estudo do calor. O francês Sadi Carnot, já no século XIX, formulou as bases para o entendimento de máquinas térmicas. Joseph Black começou a quantificar o calor através da medida da capacidade térmica das substâncias. James Prescott Joule estabeleceu uma equivalência numérica entre trabalho e calor e mostrou que o calor produzido por uma corrente elétrica I em um condutor de resistência R era dado por I²R, conhecido atualmente como Lei de Joule. Os trabalhos de Joule estabeleceram o princípio da conservação da energia, que se tornou a base para a primeira lei da termodinâmica, formulada por Rudolf Clausius e William Thomson (Lord Kelvin). Clausius também formulou o conceito de entropia, que é a base para a segunda lei da termodinâmica. Assim como a mecânica Newtoniana se apoia em três leis fundamentais, as quatro leis da termodinâmica apoiam todo o conhecimento nesta área.
As forças magnética e elétrica já eram conhecidas desde a antiguidade. Entretanto, o estudo científico da eletricidade e do magnetismo foi iniciado no século XVII por William Gilbert, em seu livro De Magnete. Otto von Guericke produziu o primeiro gerador eletrostático. Pieter van Musschenbroek construiu a primeira garrafa de Leiden, que acumula cargas elétricas. Alessandro Volta construiu a primeira pilha voltaica, que podia fornecer uma corrente elétrica contínua.
Benjamin Franklin foi um dos primeiros a propor que os relâmpagos eram uma forma de eletricidade. Também propôs que as cargas elétricas eram divididas em dois tipos, negativa e positiva, com cargas elétricas idênticas se repelindo e cargas contrárias se atraindo. Hans Christian Ørsted argumentou que a corrente elétrica gera magnetismo em torno do fio condutor. André-Marie Ampère forneceu os primeiros apoios matemáticos para o magnetismo em função da corrente elétrica. Michael Faraday postulou que o inverso também era válido, sendo que a variação do campo magnético induz a geração de corrente elétrica. Faraday elaborou um modelo qualitativo de como as forças elétrica e magnética agem. Também elaborou os conceitos de campos magnético e elétrico. James Clerk Maxwell unificou as teorias elétricas e magnéticas de Ampère, Faraday e de Gauss, resultando no nascimento da teoria eletromagnética, resumindo matematicamente o trabalho experimental de seus antecessores em quatro equações, conhecidas como as Equações de Maxwell. Maxwell propôs a existência de ondas eletromagnéticas, e sugeriu que a própria luz seria um exemplo de onda eletromagnética. A existência de tais ondas foi comprovada por Heinrich Hertz, em 1888, e a constatação da luz como onda eletromagnética completou outra grande unificação da física, fundindo a eletricidade, o magnetismo e a óptica dentro da teoria eletromagnética.

### Física moderna
No final do século XIX, as teorias clássicas da física estavam firmemente estabelecidas. Restavam aos físicos realizar medidas mais precisas para as constantes universais e aplicar o conhecimento obtido em tecnologias vindouras. Os "fenômenos rebeldes" consistiam um problema, embora fosse "uma questão de tempo" adequá-las às teorias vigentes. Entretanto, tais "fenômenos rebeldes" se tornaram um imenso desafio para física no final do Século XIX e no início do Século XX.
Entre os "fenômenos rebeldes", destacavam-se a radiação de corpo negro, o efeito fotoelétrico e o espectro de raias dos elementos. Max Planck, em 1900, em uma tentativa de dar suporte matemático à radiação de corpo negro, propôs a tese de que havia uma limitação energética na vibração dos osciladores causadores da radiação; um oscilador não poderia vibrar com qualquer energia, mas apenas com algumas energias "demarcadas", ou seja, discretas, sendo que seus valores seriam múltiplos de números naturais. As regiões discretas de energia ficaram conhecidas como quanta de energia. A energia desses quanta seria dada pelo produto de um número natural pela frequência e por uma constante universal, que ficou conhecida como a constante de Planck.
Em 1905, Albert Einstein publica cinco artigos no periódico alemão Annalen der Physik, onde apresenta ao mundo todo o início da relatividade e da mecânica quântica. Alcançando o mesmo resultado para a constante de Planck, Einstein explicou também o efeito fotoelétrico e deu argumentações físicas para a existência dos quanta de energia. Postulou também que a velocidade da luz é constante em qualquer referencial inercial. Dez anos mais tarde, Einstein publicou a sua teoria da relatividade geral, estendendo a relatividade para referenciais não-inerciais e para a gravitação.
Em 1924, Louis de Broglie propõe a dualidade onda-partícula para o elétron, e dois anos mais tarde, Erwin Schrödinger publica a sua equação, que é a base da mecânica quântica moderna. No ano seguinte, Werner Heisenberg defende que não se pode mensurar a posição e a velocidade de uma partícula subatômica ao mesmo tempo, estabelecendo o Princípio da Incerteza. No final da década de 40, Richard Feynman desenvolveu a eletrodinâmica quântica, uma das teorias mais precisas já inventadas pelo homem atualmente. Feynman desenvolveu uma das primeiras teorias quânticas de campo e com a idealização e descoberta dos quarks, a cromodinâmica quântica foi elaborada. A eletrodinâmica e a cromodinâmica quântica são as bases de um conjunto de teorias quânticas de campo chamada de modelo padrão, que descreve três das quatro forças fundamentais da Natureza.
Entretanto, o Modelo Padrão não é capaz de descrever a gravitação, alvo de estudos desde o início da ciência moderna, quando Galileu realizou o experimento da queda livre. A gravitação ainda não tem um suporte teórico-experimental enraizado pela física moderna sobre a sua verdadeira causa. A relatividade geral de Einstein entra em conflito com a mecânica quântica e constitui um dos maiores desafios para os Físicos Teóricos e Experimentais atualmente.

## Escopo e objetivos

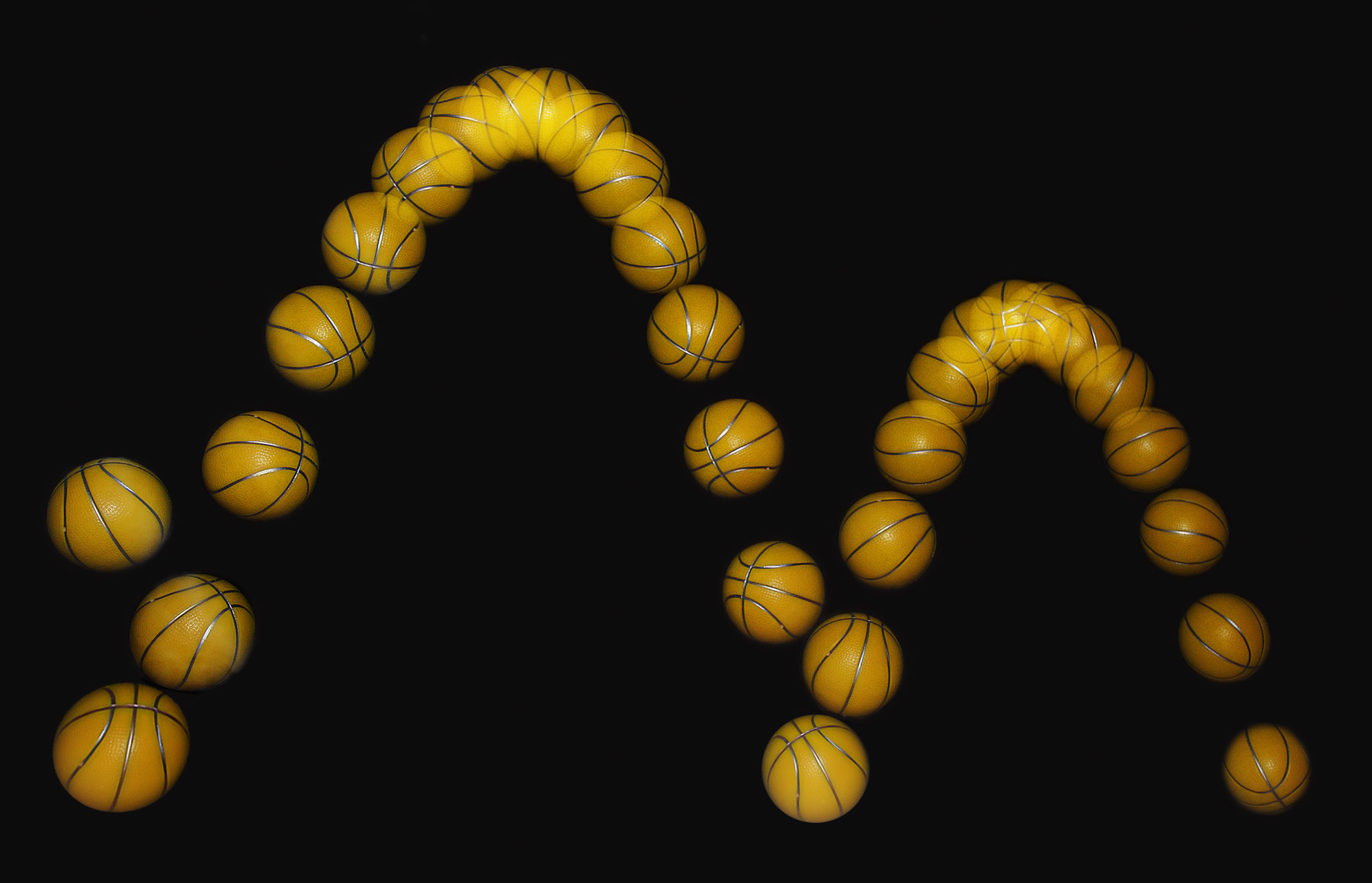
Fotografia estroboscópica de uma bola de basquete. A energia mecânica da bola ora está sob a forma de energia potencial gravitacional, energia cinética ou energia potencial elástica. A cada quique da bola parte da energia é dissipada na forma de energia térmica e energia sonora.

A física estuda a natureza e seus fenômenos em seus aspectos mais essenciais e gerais. Analisa suas relações e propriedades, além de descrever e explicar a maior parte de suas consequências, mas não a sua totalidade, pois a física não é um objeto pronto e acabado, mas sim uma ciência que busca obter respostas para os inúmeros problemas em aberto. Tem como pilares fundamentais o estudo da matéria, energia, espaço e tempo, e deriva destes entes fundamentais e de suas propriedades e relações todo o vasto escopo da física.
Nesta busca por respostas e generalizações, a física tem o apoio do método científico, um conjunto de técnicas e procedimentos com o objetivo de tornar científico o conhecimento produzido, que deve ser validado, corroborado e verificável experimentalmente. Nesse processo há também o apoio da lógica, que permeia o conhecimento produzido e em produção como um conjunto de regras de raciocínio comum a todos e permite que o conhecimento esteja disponível a todos que queiram compreendê-lo e utilizá-lo, validando-o desta forma. O uso da lógica implica o uso de sua linguagem e escrita, a matemática. As regularidades encontradas no conhecimento e fundamentadas pela lógica devem ser expressadas matematicamente, pois os argumentos que as sustentam devem ser corroborados por outros que também utilizam a mesma lógica para a compreensão do conhecimento.
O escopo da física não se restringe às dimensões, pois tudo o que está contido no Universo é seu objeto de estudo, desde as partículas elementares que constroem a matéria até as estrelas, galáxias e o próprio Universo como um todo. Porém, está ciência não é exclusiva na abordagem dos fenômenos naturais, pois suas especificidades e complexidades requerem uma maior atenção de estudo. Os fenômenos mais restritos são geralmente estudados por outras ciências naturais, como a química e a biologia. A física, porém, é conhecida como a ciência fundamental por buscar a essência primordial da natureza e muitas vezes torna-se sinônimo da própria ciência natural.

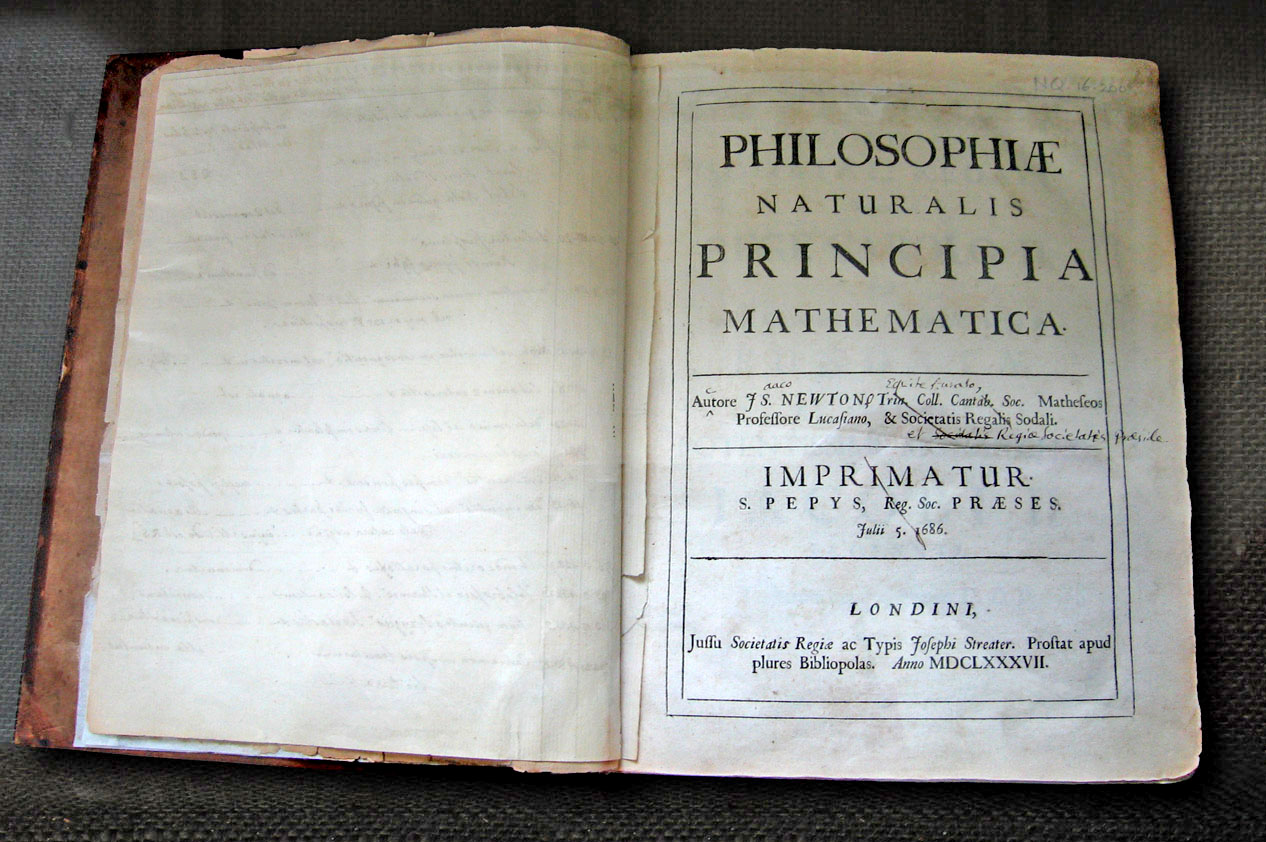
Philosophiae Naturalis Principia Mathematica, considerado a obra científica mais influentes de toda a história.

Constrói modelos científicos que descrevem o funcionamento da natureza e permitem compreender e prever com a precisão requerida os comportamentos e fenômenos naturais. Porém, tais modelos não conseguem descrever e explicar a natureza em toda sua complexidade, fato inerente aos limites do conhecimento humano. Por ser uma ciência com um escopo tão amplo, costuma-se dividi-la em áreas mais restritas. Tais divisões são históricas e muitas vezes uma área desenvolve-se historicamente de forma independente, como a astronomia. Historicamente, a afirmação da física como ciência moderna está intimamente ligada ao desenvolvimento da mecânica clássica, pois desde o advento do Renascimento havia a necessidade de se entender os fenômenos físicos relacionados aos movimentos e forças, e os conhecimentos da época, sobretudo aristotélicos, já não eram mais suficientes. Este panorama começou a ser superado com os estudos de Galileu Galilei e finalizado com a publicação científica mais influente de todas as épocas, o Philosophiae Naturalis Principia Mathematica, de Isaac Newton. A termodinâmica teve sua origem na invenção das máquinas térmicas e sua consolidação veio com a formulação de seus princípios e a generalização do conceito de energia. A ligação da eletricidade com o magnetismo foi percebida apenas no início do século XIX por Hans Christian Ørsted. As descrições físicas e matemáticas da eletricidade e magnetismo foram unificadas por James Clerk Maxwell, e a partir de então estas duas áreas, juntamente com a óptica, passaram a ser tratadas como visões diferentes do mesmo fenômeno físico, o eletromagnetismo. O início do século XX marca a fronteira entre a física clássica e a física moderna, com as profundas alterações do entendimento científico da época. A incapacidade da descrição e explicação de certos fenômenos observados levantou a necessidade de abrir novos horizontes para a física. Albert Einstein publicou a teoria da relatividade geral em 1915 afirmando a constância da velocidade da luz e suas consequências até então imagináveis. Max Planck, ao estudar a radiação de corpo negro, foi forçado a concluir que a energia está dividida em "pacotes", conhecidos como quanta. Einstein demonstrou fisicamente as ideias de Planck, fixando as primeiras raízes da mecânica quântica, a física que descreve e explica fenômenos de dimensões subatômicas. Mesmo estes campos de atuação são muito amplos e são, por sua vez, subdividios em áreas mais restritas.

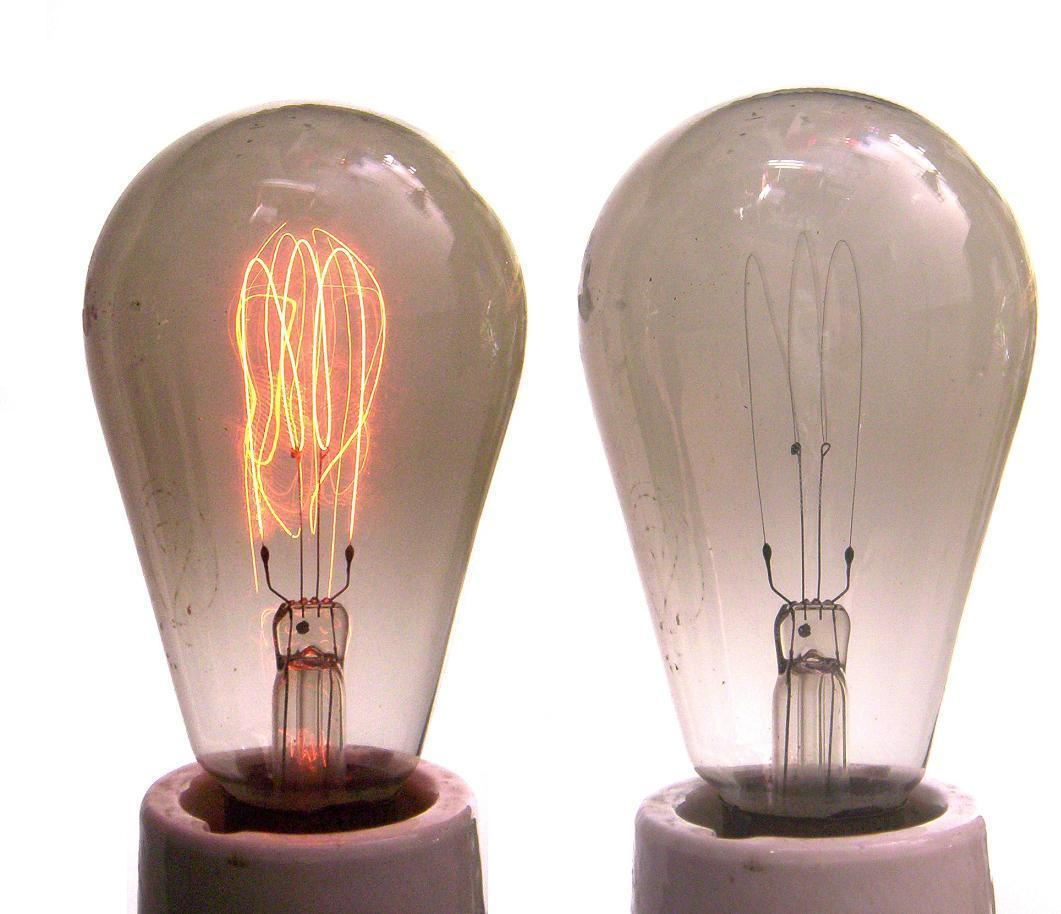
Lâmpada de filamento de carbono, aquecido pela passagem de corrente elétrica (efeito Joule).

Os fenômenos naturais apresentam quase sempre naturezas mais complexas e implicam, portanto, em investigações mais específicas. Surge, então, a necessidade de outras ciências naturais. Tais ciências têm necessariamente a física como ponto de partida, mas o estudo completo das complexidades físicas envolvidas nestes fenômenos torna-se inviável se estas forem abordadas apenas pela física. Por exemplo, a química se dedica ao estudo da matéria e suas mudanças, enquanto a biologia estuda os seres vivos. Para que o estudo de áreas mais específicas fossem aprofundadas, várias ciências mais especializadas se separaram da física com o decorrer dos séculos, para formar campos de estudos autônomos com conhecimentos e metodologias próprios. Embora a física esteja particularmente preocupada com os aspectos da natureza que possam ser entendidos fundamentalmente na forma de leis ou princípios elementares, o advento destas novas ciências não removeu da física o seu objetivo original: entender e explicar a estrutura da natureza e seus fenômenos mesmo em escala de maior complexidade. A teoria da termodinâmica e o consequente desenvolvimento da física estatística é um notório exemplo disto, e conceitos como o de temperatura são indissociáveis ao estudo de qualquer sistema natural, seja complexo ou não.
Um dos principais escopos da física é o estudo das quatro forças fundamentais. Dentro do cotidiano, apenas duas das quatro forças fundamentais são influentes: o eletromagnetismo, que rege praticamente todas as forças que conhecemos e seus respectivos trabalhos, e a gravidade, que age como uma simples força conservativa na superfície terrestre, sendo vertical e apontada para baixo. As forças nucleares forte e fraca praticamente não estão presentes em nosso cotidiano, embora sejam fundamentais para a constituição do próprio Universo. O estudo das quatro forças fundamentais constitui a maior aproximação fundamental para o entendimento da Natureza e de seus fenômenos que a ciência oferece.

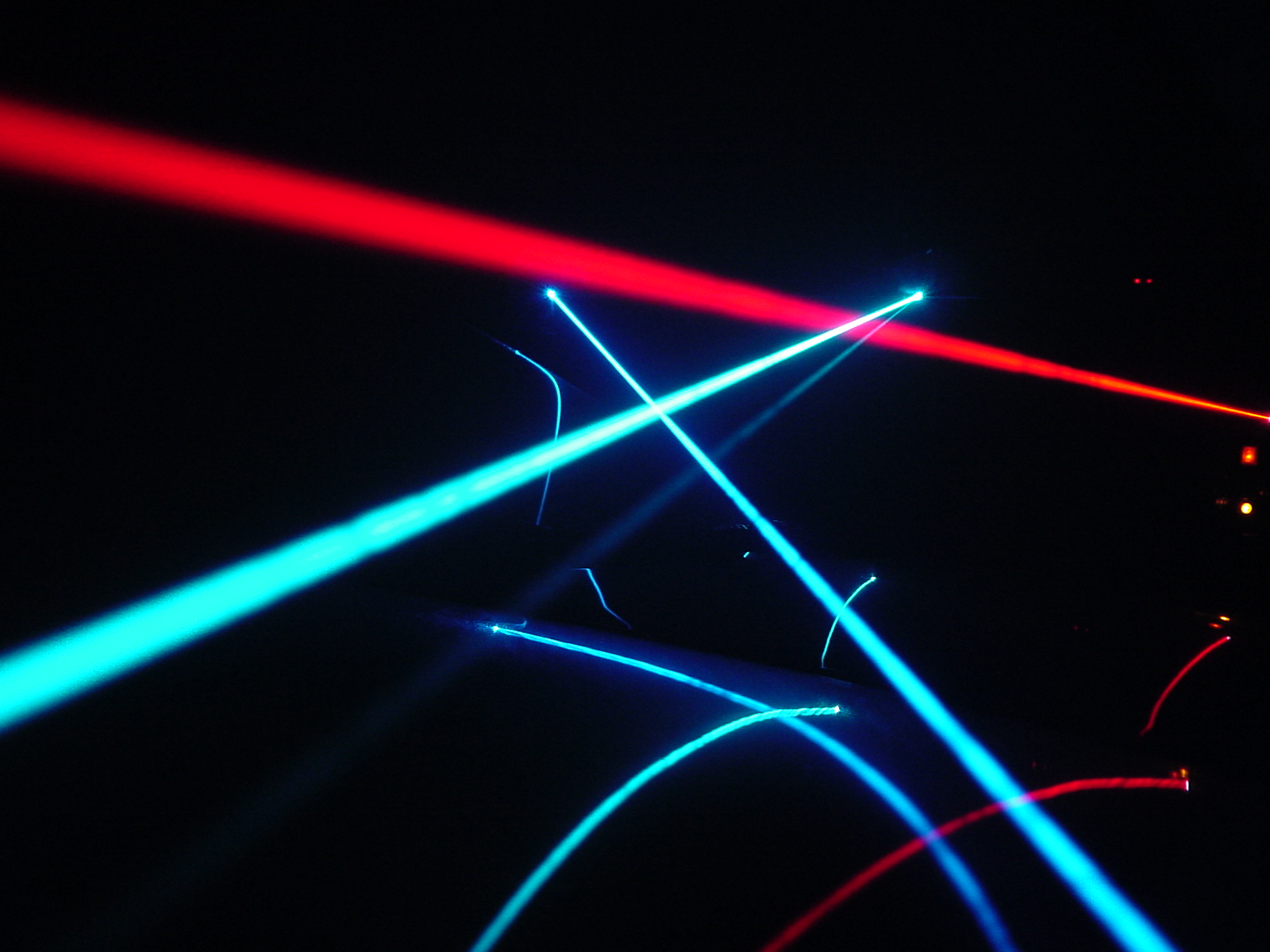
Feixes de laser.

As divisões clássicas da física foram baseadas em classes gerais de fenômenos naturais para os quais uma determinada metodologia da física aplica-se de forma comum. Estas divisões ainda são atuais e tendem a ser usadas cotidianamente. O ensino de física a nível secundário geralmente inicia-se com o estudo da mecânica clássica, seguindo para termodinâmica e para o eletromagnetismo, embora áreas como a cosmologia, a óptica e a física moderna também sejam tratadas. Por outro lado, as divisões ou ramos da física moderna são feitas em acordo com os tipos particulares de estruturas da natureza com qual cada ramo está preocupado. Costuma-se também dividir a física em aplicada e pura. Enquanto a física pura busca produzir conhecimentos sobre os princípios mais fundamentais da natureza sem a intenção de produzir conhecimentos práticos imediatos, a física aplicada busca dar resposta a problemas práticos. As engenharias se aproximam da física aplicada quando buscam resolver problemas de ordem prática, como na aeronáutica, computação, automação, mineralogia, eletrônica, fotônica, acústica, biofísica, topografia, geociências, resistência dos materiais, telecomunicações, hidráulica, metalurgia, entre outras. Entretanto, as fronteiras entre física pura e aplicada podem não ser claras. Enquanto a biofísica se preocupa em produzir conhecimentos de como o olho humano reconhece e codifica a luz visível, tentando produzir sensores que possam substituir a retina para aqueles que não são mais ou nunca foram capazes de enxergar, produz conhecimentos sobre os comportamentos físicos e biológicos de nanopartículas sem ainda ter, entretanto, alguma utilidade prática.
A física se preocupa com o estudo da matéria, energia, espaço e tempo, buscando sempre uma maior precisão e uma maior profundidade no entendimento dos elementos e princípios fundamentais. Também tem, contudo, o objetivo de construir uma teoria unificada expressada em linguagem matemática precisa e corroborada experimentalmente de forma universal, que apresente uma estrutura e um comportamento que permitam que seus modelos científicos sejam capazes de descrever e prever os fenômenos naturais na maneira mais compreensiva e detalhada possível, sejam estes quais forem. Em sintonia com este objetivo, a física está caracterizada por uma instrumentação e medições altamente precisas. Outras ciências naturais estão preocupadas em descrever e relatar os fenômenos em seus conceitos peculiares restritos às suas próprias disciplinas, mas a física sempre busca entender o mesmo fenômeno como uma manifestação especial de uma estrutura uniforme e superior da natureza como um todo.

## Divisões

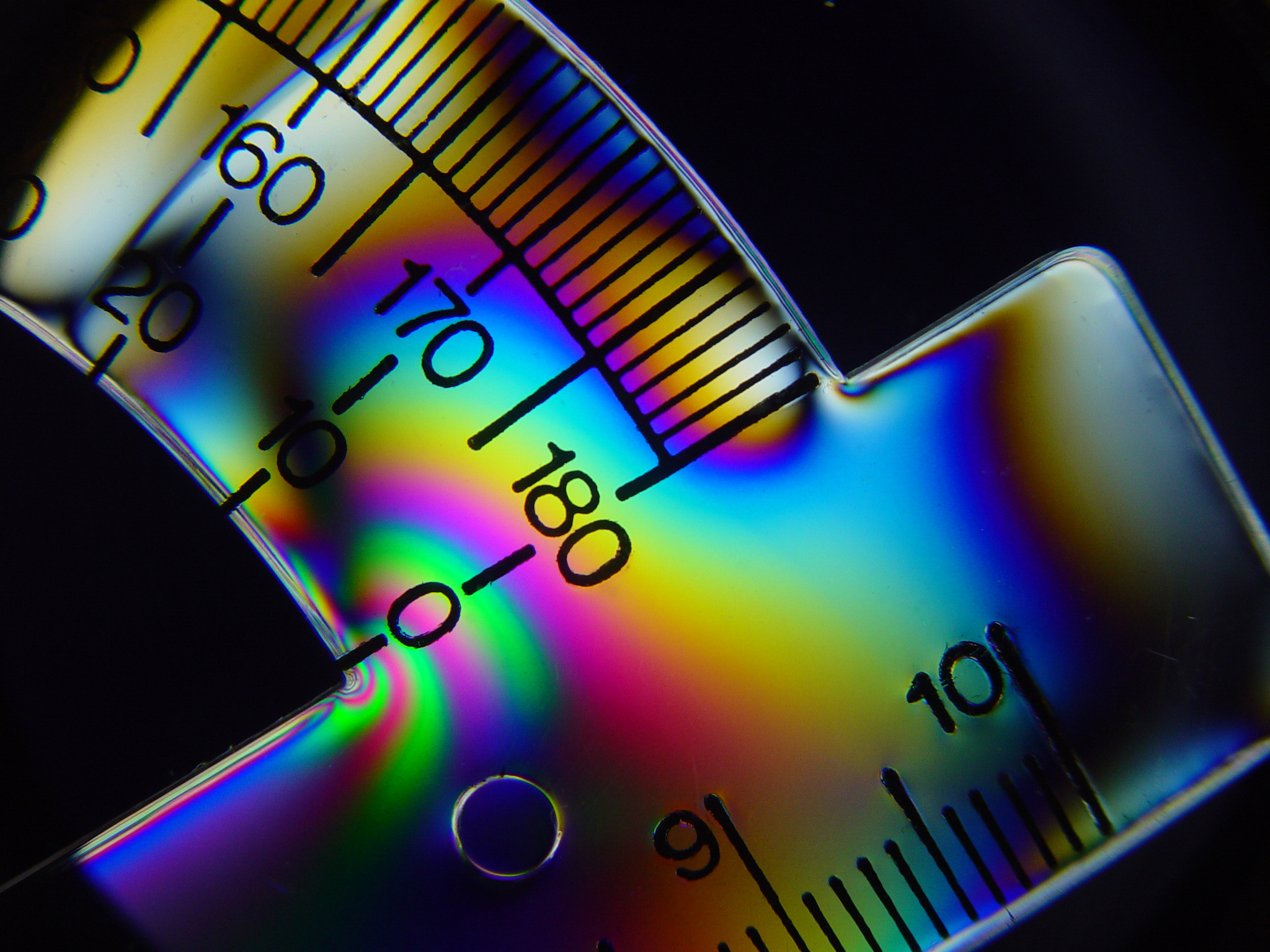
Um transferidor de plástico observado por uma lente que polariza a luz. Através da luz polarizada pode-se perceber as regiões de tensão do plástico, marcadas em roxo, azul e verde. Nestas regiões o plástico está mais propenso a quebrar. O estudo da luz, que é uma radiação eletromagnética, é abordado pela óptica.

O escopo muito amplo da física é abordado por vários campos de estudo que podem se diferir muito entre si. Tais divisões têm fundamentações históricas, e muitas áreas surgiram de forma independente. O próprio início da física clássica, durante a revolução científica está grandemente associada ao início da mecânica clássica.
Existem várias formas de dividir esta ciência tão ampla. Considera-se o início da física clássica e independente os estudos de Galileu Galilei. O paradigma de René Descartes, uma visão mecanicista da ciência onde o mundo natural é uma máquina sem espiritualidade e, portanto, deve ser dominada pela inteligência humana e ser posta a seu serviço, permeou a produção e desenvolvimento científicos até o início do século XX, quando o entendimento científico foi modificado profundamente pelo advento dos fundamentos da relatividade e da mecânica quântica, em um mundo onde o tempo pode se dilatar e as partículas elementares não são mais pontuais e locais e comportam ora como onda, ora como partícula. Esta época delimita a fronteira entre a física clássica e a física moderna.
As divisões clássicas da física, antes do início do século XX, foram baseadas em classes gerais de fenômenos naturais para os quais uma determinada metodologia da física aplica-se de forma comum. É a forma de divisão mais tradicional, pois considera-se as propriedades dos fenômenos estudados: os movimentos e forças são objeto de estudo da mecânica, a curiosidade acerca do calor e suas propriedades criou um plano de fundo para o surgimento da termodinâmica. A eletricidade, o magnetismo e a óptica surgiram de forma independente, mas foram integradas durante meados do século XIX ao serem consideradas apenas visões diferentes de um mesmo fenômeno muito mais amplo, o eletromagnetismo.
As divisões da física moderna são feitas em acordo com os tipos particulares de estruturas da natureza com qual cada ramo está preocupado. As implicações até então imagináveis de afirmações aparentemente simples, como a constância das leis da física para qualquer referencial e a constância da velocidade da luz, são a base da relatividade. A mecânica quântica é a física das dimensões subatômicas.
Ainda existem numerosas divisões interdisciplinares da física. Tem um papel crucial dentro da ciência dos materiais ao fornecer subsídios para o estudo de relações, estruturas, performance, formas de caracterização e processamento dos materiais. A biofísica surge quando a biologia necessita resolver problemas que pertencem ao escopo da física. Da mesma forma a física médica surge quando a medicina necessita da física para resolver problemas, especialmente notáveis em radiologia. Destacam-se ainda a metalurgia, que necessita da física, especialmente da mecânica, na produção de produtos metálicos; a geofísica, que busca o compreensão da estrutura, composição e dinâmica do planeta Terra sob a ótica da física; a físico-química, quando a química necessita de conceitos físicos, como o movimento, energia, força, tempo, termodinâmica, mecânica quântica e física estatística, para a resolução de problemas; a física matemática, quando a física requer a utilização da metodologia da matemática para a aplicação de problemas físicos; e a meteorologia física, a área da meteorologia que investiga os fenômenos atmosféricos do ponto de vista da física, descrevendo-os e explicando-os a partir de teorias e da análise de resultados experimentais.

### Física clássica

#### Mecânica clássica

Animação mostrando um objeto em rotação intermitente. As flechas representam os vetores força, momento linear, posição, momento angular e torque. A mecânica clássica preocupa-se com a descrição do movimento e suas causas.

A mecânica clássica descreve o movimento de objetos macroscópicos, desde projéteis a partes de máquinas, além de corpos celestes, como espaçonaves, planetas, estrelas e galáxias. A mecânica clássica em si também é muito ampla e várias especializações são derivadas dela. Referente aos conceitos abordados, pode ser dividida em Cinemática, que estuda os movimentos sem se preocupar com suas causas, a Estática, que aborda sistemas sob ação de forças que se equilibram, e a Dinâmica, que estuda o movimento considerando suas causas, em outras palavras, aborda sistemas sob ação de forças que não se equilibram.
Surgiu durante a revolução científica, juntamente com a consolidação da física como ciência moderna. Galileu Galilei pode ser considerado o marco inicial da mecânica clássica, mas sua consolidação definitiva veio com a publicação dos Philosophiae Naturalis Principia Mathematica, de Isaac Newton, considerada a obra científica mais influente de todos os tempos. Entretanto, em certos sistemas, a mecânica de Newton passa a ser pouco eficiente para ser usado na resolução de problemas. No final do século XVIII e durante o século XIX a mecânica foi reformulada por Joseph-Louis Lagrange e William Rowan Hamilton, para que abarcasse a resolução analítica de um maior número de problemas com um ferramental matemático mais refinado.
A mecânica não se limita à análise de partículas discretas, mas estuda também meios contínuos. O momento de inércia de um disco rígido com centro de rotação coincidente com o seu próprio centro é diferente de uma partícula isolada que orbita um centro de rotação qualquer. A mecânica de meios contínuos é a mecânica que aborda o estudo dos materiais de massa contínua, em oposição de materiais de partículas discretas ou isoladas. A mecânica dos fluidos e a Dinâmica de corpo rígido são exemplos de divisões da mecânica de meios contínuos.
É considerada a divisão base da física, pois as outras divisões são derivadas dela. Seu escopo continua sendo o estudo dos entes fundamentais da física: espaço, tempo, matéria e energia. De suas relações e consequências, surgem outros conceitos, como as leis de Newton, posição, dimensão, invariância de Galileu, velocidade, aceleração, força, torque, momento linear, momento angular, energia mecânica, trabalho, potência, massa, inércia, momento de inércia, referencial, entre outros.

#### Ondulatória

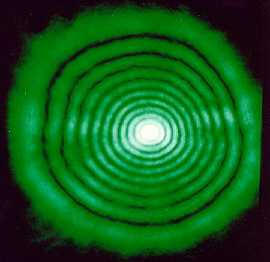
Padrão de franjas observado em um anteparo causada pela difração de um feixe de laser. A difração da luz, assim como em qualquer outro fenômeno ondulatório, são estudados pela ondulatória.

A ondulatória, na física clássica, estuda as características e as propriedades das ondas e seus movimentos e relações. A onda consiste-se de perturbações, pulsos ou oscilações ocorridas em um determinado meio, que pode ser material ou não. Transporta energia cinética da fonte para o meio, sendo incapaz de transportar matéria.
Seu estudo clássico também iniciou-se com Galileu Galilei e Isaac Newton inclui seu estudo em seu Principia Mathematica ao analisar a mecânica dos fluidos, a mecânica dos corpos que não possuem rigidez ou volume próprios. A acústica é a parte da Ondulatória que estuda especificamente a propagação das ondas sonoras pelo ar. A luz foi considerada um fenômeno ondulatório a partir da experiência da dupla fenda de Thomas Young. Seus conceitos principais são ondas (transversais e longitudinais) comprimento de onda, oscilação, amplitude, frequência, fase, reflexão, refração, difração, interferência, polarização, efeito Doppler, entre outros.

#### Termodinâmica

Transferência de calor através da convecção.

Precedendo a termodinâmica pode-se encontrar a Termologia, que é basicamente o estudo do calor, ou seja, o estudo da energia térmica em trânsito, que se diferencia de temperatura, que é o grau de agitação das moléculas. Porém, os conceitos mais arraigados desta área encontram-se na termodinâmica, que estuda as relações entre o calor trocado e o trabalho realizado.
Máquinas térmicas tinham sido inventadas e aperfeiçoadas ao longo dos séculos XVII, XVIII e XIX. No entanto, a atenção científica sobreveio apenas em meados do século XIX com Sadi Carnot. Seus estudos foram aprimorados ao longo daquele século por James Prescott Joule, Lord Kelvin e Rudolf Clausius. Seus princípios ajudaram no estabelecimento da teoria cinética e no consequente desenvolvimento da física estatística. Seus principais conceitos são calor, temperatura, pressão, volume, energia térmica, entalpia, entropia, capacidade térmica, calor específico, entre outros.

#### Eletromagnetismo

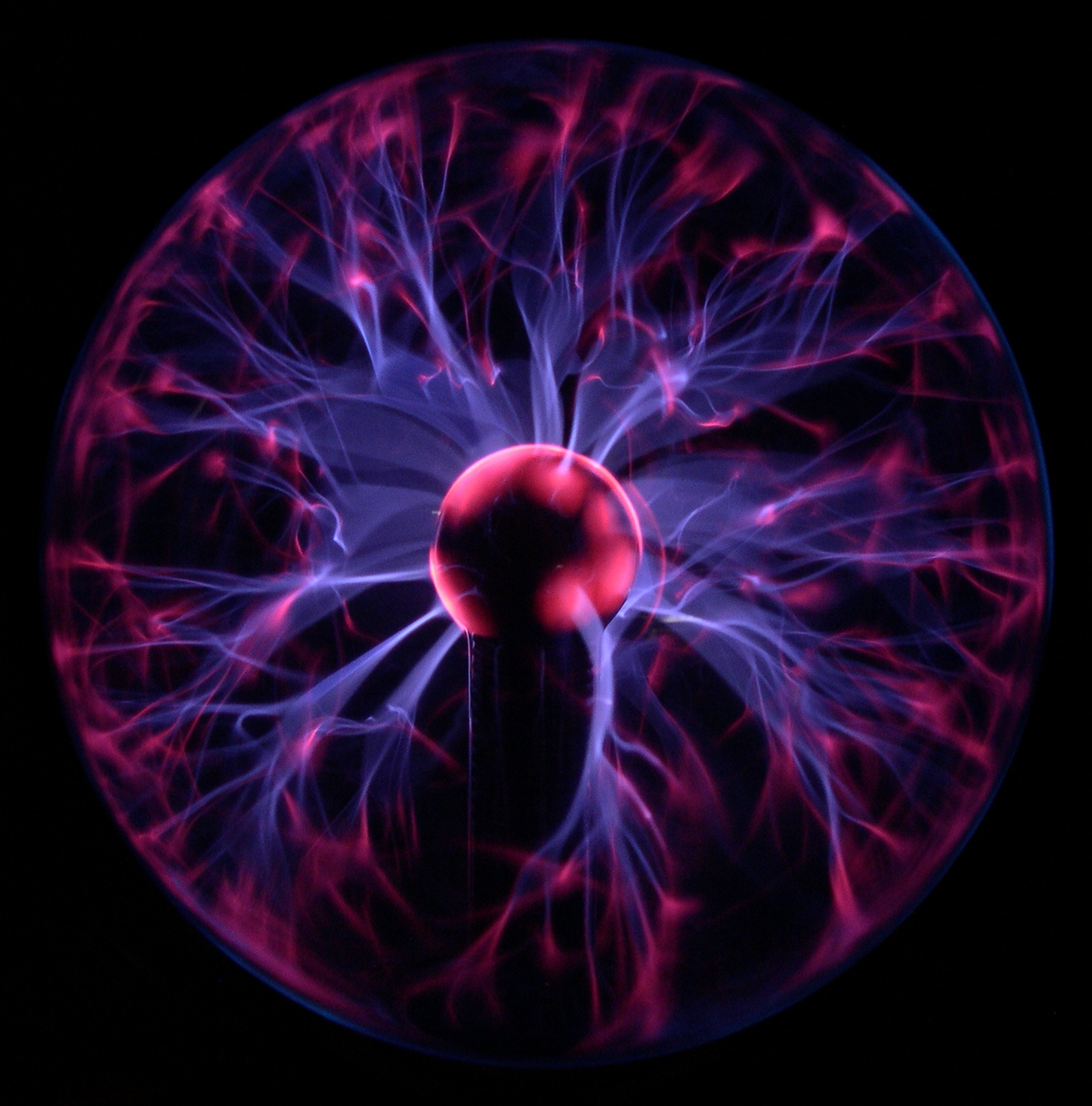
Uma lâmpada de plasma, constituída por um bulbo com gás à pressão baixa. O grande potencial elétrico aplicado ao eletrodo em seu centro excita o gás em seu torno, que passa ao estado de plasma e passa a ser eletricidade. Esses conceitos são abordados pelo eletromagnetismo

O eletromagnetismo é basicamente a unificação da eletricidade, que é o estudo das cargas elétricas, estáticas ou em movimento, com o magnetismo, que é basicamente o estudo dos ímãs. A luz é uma radiação eletromagnética, e seu campo de estudo, a óptica, também faz parte do eletromagnetismo.
William Gilbert foi o pioneiro no estudo do magnetismo e da eletrostática, parte da eletricidade que aborda o estudo das propriedades físicas das cargas elétricas estacionárias, em oposição à eletrodinâmica, que estuda a relação da força eletromagnética entre cargas e correntes elétricas. Otto von Guericke, Benjamin Franklin e Alessandro Volta contribuíram para o desenvolvimento desta área, mas Hans Christian Ørsted foi o primeiro a perceber, em 1820, a ligação entre o magnetismo e eletricidade, até então áreas independentes e sem conexões. Michael Faraday descobriu a indução eletromagnética e James Clerk Maxwell unificou as descrições matemáticas da eletricidade e magnetismo em um grupo de quatro equações, conhecidas como Equações de Maxwell.
Seus principais conceitos são capacitância, carga elétrica, corrente elétrica, condutividade elétrica, campo elétrico, permissividade elétrica, potencial elétrico, resistência elétrica, indução eletromagnética, radiação eletromagnética, campo magnético, fluxo magnético, monopolo magnético, permeabilidade magnética, entre outros.
Embora a maior parte da física clássica esteja englobada na mecânica clássica, Ondulatória, termodinâmica e eletromagnetismo, outras especializações também podem ser consideradas clássicas, pois não utilizam a princípio conceitos modernos, ou seja, conceitos que recorrem à relatividade ou a física quântica, embora não estejam delimitados exclusivamente dentro das concepções clássicas. Destaca-se a teoria do caos nesta área.

### Física moderna
No final do século XIX, permeava no pensamento científico a satisfação de que todos os fenômenos naturais poderiam ser descritos pela ciência já desenvolvida até então. Restava apenas a conquista de uma maior precisão do valor das constantes universais e da resolução de alguns "pequenos" problemas. Estes se tornaram uma grande dor de cabeça com o passar dos anos, pois continuariam insolúveis. Entre estes fenômenos "problemas" destacam-se a radiação de corpo negro e a catástrofe do ultravioleta, o espectro de raias dos elementos e o efeito fotoelétrico. As contribuições iniciais de Max Planck e sobretudo Albert Einstein abriram novos campos para a explicação destes fenômenos e abriram margens para descobertas e ponderações até então inimagináveis.

#### Relatividade
Em 1905, Albert Einstein publicou os fundamentos da relatividade restrita, afirmando constância da velocidade da luz em qualquer referencial inercial e postulando que as leis da física são as mesmas para qualquer referencial. Isso implica efeitos e consequências que não são previstas pela mecânica clássica, como a dilatação do tempo e a contração do comprimento. Dez anos mais tarde Einstein publica a teoria da relatividade geral, que generaliza, através da equações de campo de Einstein, os efeitos descritos pela relatividade restrita para referenciais não-inerciais. Também engloba a mais completa descrição da gravidade disponível atualmente, sendo esta meramente um efeito da curvatura do espaço-tempo provocada pela presença de grande quantidade de massa.

#### Mecânica quântica

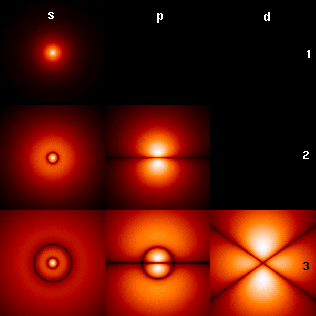
Amplitude de probabilidade correspondente às funções de onda de um elétron em um átomo de hidrogênio.

Max Planck, em 1900, durante seus estudos sobre radiação de corpo negro, apresentou uma descrição matemática do fenômeno que coincidia com os resultados experimentais. Esta descrição tentava fugir da descrição clássica, que levava ao que foi conhecido como catástrofe do ultravioleta. Nesta descrição, Planck argumentou que a distribuição energética era discreta, não contínua, como na descrição clássica. Cinco anos mais tarde, Einstein apresentou argumentações físicas para os resultados de Planck, elucidando também o efeito fotoelétrico. Planck e Einstein fundamentaram os princípios da mecânica quântica, que é basicamente a física das dimensões subatômicas. Seu desenvolvimento foi impulsionado, entre outros, por Niels Bohr, Louis de Broglie, Werner Heisenberg e Erwin Schrödinger.
A teoria mais precisa elaborada pela ciência é a eletrodinâmica quântica de Richard Feynman, onde é utilizado as noções da mecânica quântica para a descrição e explicação de campos eletromagnéticos. Feynman elaborou uma das primeiras e a mais famosa teoria quântica de campos e foi sucedido pela elaboração da cromodinâmica quântica, a teoria quântica do campo da força forte, que levou à previsão e a posterior descoberta dos quarks. Após a fusão das descrições da força fraca com o eletromagnetismo em altas energias, três das quatro forças fundamentais são descritas por teorias quânticas de campos. Entretanto, a gravidade ainda não é descrita por nenhuma teoria quântica de campos corroborada experimentalmente.
A física moderna não está limitada apenas à relatividade e à mecânica quântica. Destacam-se também a física das partículas elementares, que estuda as propriedades das partículas elementares que constituem a matéria; a física nuclear, que estuda as propriedades dos núcleos atômicos; a física atômica e molecular, que estuda as propriedades físicas da associação dos núcleos e elétrons; a física da matéria condensada, que aborda o entendimento do comportamento da matéria composta por um grande número de átomos; e a física do plasma, que estuda as propriedades da matéria cuja temperatura é suficientemente alta para que elétrons e núcleos consigam se manter separados. A óptica, que é uma área da física ligada ao eletromagnetismo, também tem pilares na Mecânica quântica, pois a luz visível, uma faixa de toda a radiação eletromagnética, exibe propriedades duais: comporta-se como ora como partícula ora como onda. As disciplinas físicas da astronomia, como a astrofísica, utilizam grandemente a mecânica clássica em seus estudos, mas a relatividade geral encontra a sua maior aplicação nesta cadeira, especialmente na cosmologia.

### Física pura e física aplicada

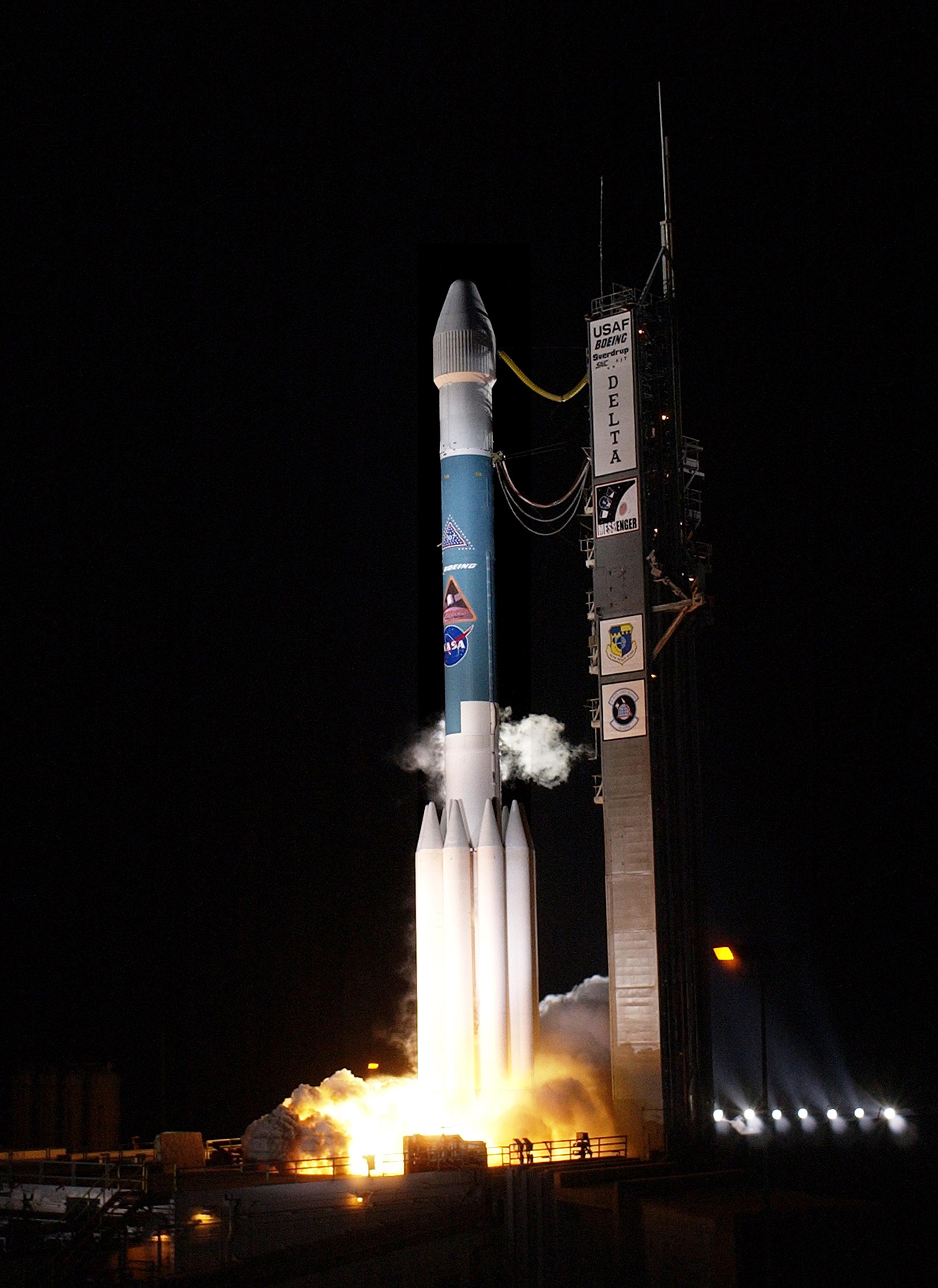
A exploração espacial é possível graças à aplicação da física em novas tecnologias.

A física pura está preocupada com a obtenção do conhecimento básico e preciso, sem se preocupar com pesquisas que tenham utilidade prática imediata. Almeja a obtenção de conhecimentos para a resolução de problemas de caráter mais geral, embora não tenha um objetivo bem delineado. Busca atender demandas exigidas pela própria comunidade científica, como a necessidade de se propor novas teorias para problemas que são insolúveis para a teoria vigente. Em 1916, Albert Einstein propôs o modelo de emissão estimulada, onde a colisão de um átomo excitado com um fóton de mesma energia provoca a emissão de um fóton idêntico ao primeiro, que se propaga na mesma direção e sincroniza sua onda com a do estimulador, somando sua intensidade e aumentando, dessa forma, a intensidade da luz emitida. Este conceito é a base do funcionamento do laser, que viria a ser inventado apenas em 1960.
A física aplicada é o termo geral para pesquisas em física com objetivo de uso particular. Está associada à engenharia. Um físico aplicado, que pode ser ou não um engenheiro, está projetando algo em particular usando a física ou conduzindo uma pesquisa física com o objetivo de desenvolver novas tecnologias ou de resolver problemas.
A abordagem é semelhante à abordagem da matemática aplicada. Os físicos aplicados também podem estar interessados no uso da física para pesquisas científicas no desenvolvimento tecnológico ou em aplicações práticas, que podem não estar relacionados à própria engenharia. Os cientistas que trabalham em um acelerador de partículas buscam desenvolver detectores de partículas mais eficazes para permitir um maior progresso da física teórica, mas podem estar trabalhando na miniaturização de circuitos eletrônicos para que a própria tecnologia avance.
A física é muito usada na engenharia. A estática, uma subdisciplina da mecânica, é muito usada na engenharia civil. A física também pode ser utilizada na interdisciplinaridade em outras ciências, inclusive utilizando seus métodos em ciências não-naturais.

### Física teórica e física experimental

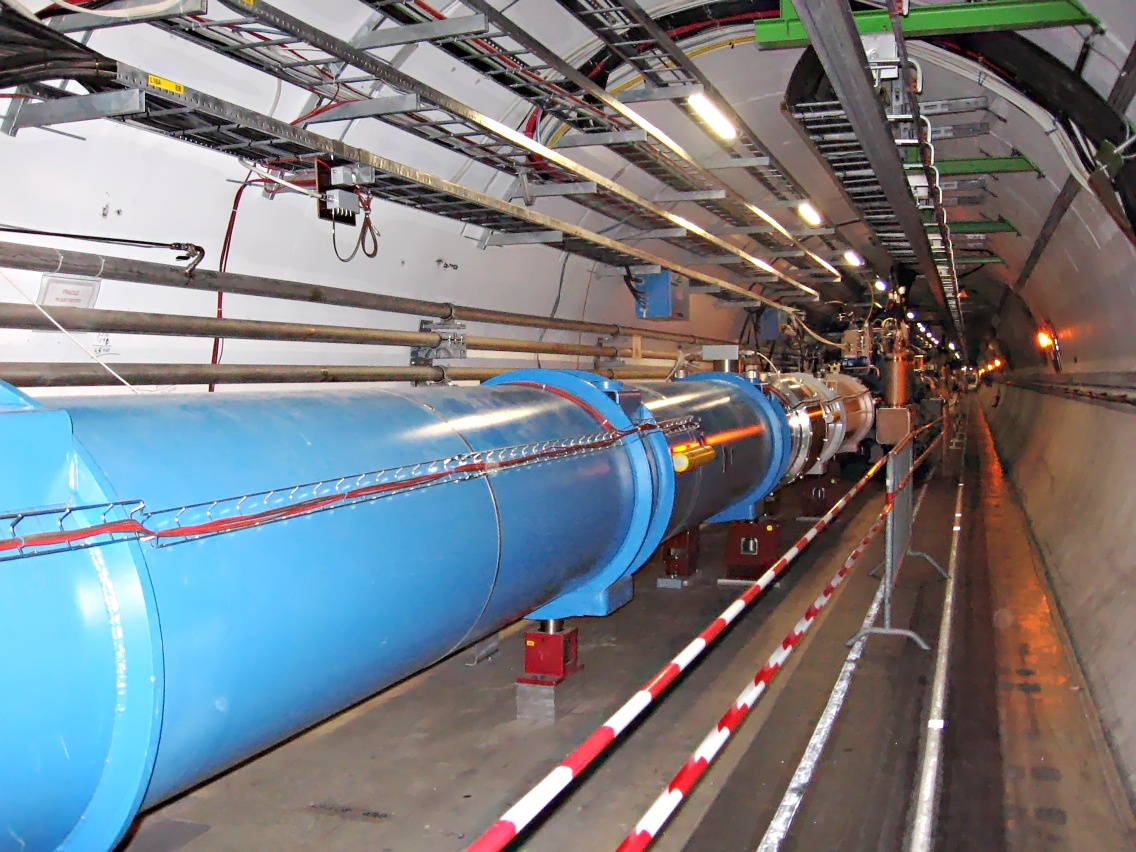
Grande Colisor de Hádrons (LHC). No interior dos tubos, partículas se movem a velocidades ultrarrelativísticas.

Uma teoria física é um modelo de eventos físicos, uma aproximação construída por humanos para descrever a Natureza. É endossado segundo a concordância de suas predições com as observações empíricas. Uma teoria física também é endossada pela sua habilidade de realizar novas previsões que podem ser verificadas através de novas observações. Uma teoria física difere de um teorema matemático; ambos são baseados em axiomas ou postulados, mas aplicabilidade matemática não é baseada com a concordância de resultados experimentais. Uma teoria física envolve uma ou mais relações entre as várias grandezas físicas. Em certas ocasiões, a visão provida por sistemas matemáticos puros podem prover pistas de como um sistema físico deve ser modelado.
Os avanços teóricos existem quando velhos paradigmas são postos de lado; a mecânica Newtoniana foi suplantada pela mecânica relativística, mas a mecânica Newtoniana é um de seus casos particulares. O conjunto de teorias físicas, dentro de um paradigma, é aceito quando é capaz de realizar previsões corretas, embasados pela experimentação, suplantando outro velho conjunto de teorias físicas que já não é capaz de descrever os novos fenômenos observados. O método científico existe para testar as consequências de uma teoria física.
A física experimental está preocupada com a aquisição de dados, seus métodos e conceitualizações detalhados, além da realização de experimentos laboratoriais, em contraste com os experimentos mentais. Está preocupada em obter conhecimentos da Natureza, em contraste com a física teórica, que está preocupada em entender como a Natureza se comporta. Apesar da física experimental e a física teórica terem objetivos distintos, a física experimental depende da física teórica. A maioria dos experimentos elaborados pela física experimental têm o propósito de confirmar ou contradizer as conclusões feitas pela física teórica, que, por sua vez, não pode evoluir sem o conhecimento produzido pela física experimental. Experimentos podem ser formulados para fornecerem fatos completamente novos sobre sistemas nunca estudados ou modelados, mas mesmo nestes casos não se pode negar que o ponto de partida é diretamente influenciado pelas teorias e conhecimentos até a corrente data já produzidos.

## Filosofia

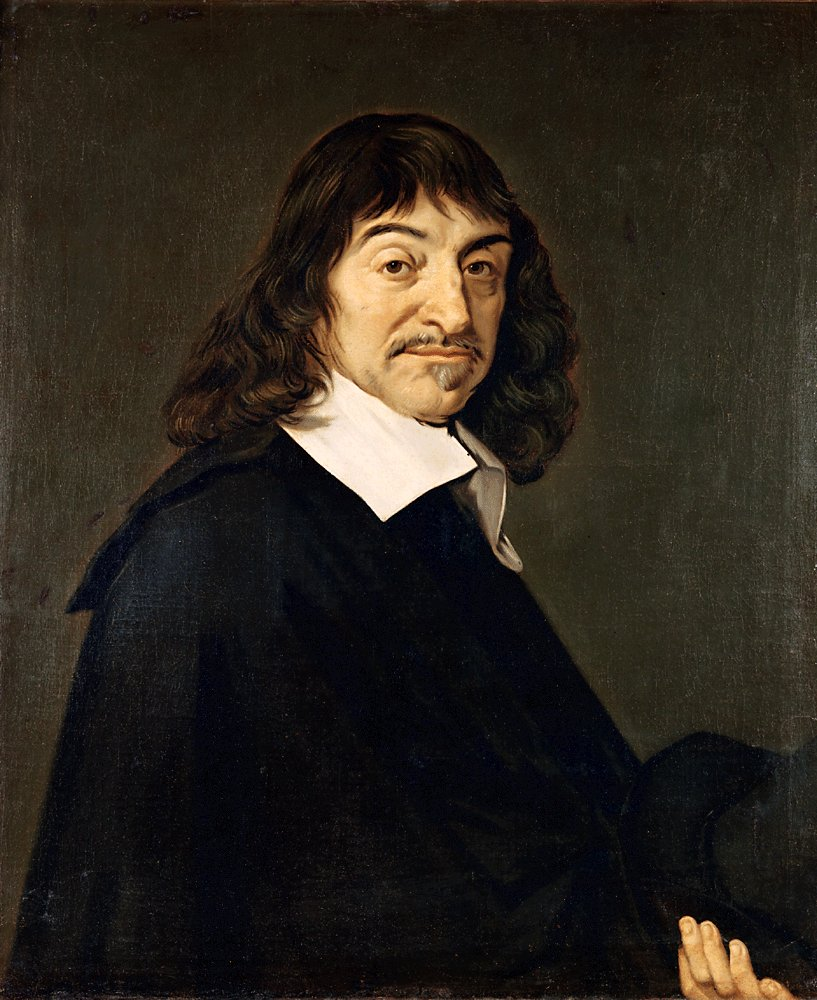
A visão mecanicista de René Descartes, onde a natureza não passa de "peças de uma máquina" que pode ser compreendida através de sua "desmontagem" influenciou a ciência até o século XX, onde a complexidade a probabilidade começaram a ganhar espaço.

Tendo em consideração que a física sempre esteve associada à filosofia natural desde a antiguidade até o século XVIII, a filosofia da física pode ser considerada a mais antiga disciplina filosófica da história. A reflexão humana sobre o mundo físico precedeu historicamente a reflexão sobre a natureza de nossos próprios pensamentos e nossas interações sociais com outros seres humanos. No entanto, filosofia da física, como disciplina moderna, surge durante o Renascimento e começa a ser aprofundada durante o Iluminismo, tendo um caráter mais epistemológico com o avançar dos séculos.
A filosofia natural é debatida desde a antiguidade pré-clássica. As primeiras reflexões vieram sobre discussões de ordem prática acerca da mecânica, óptica e astronomia. Babilônicos e egípcios eram capazes de prever eclipses solares e lunares. Porém, os debates acerca do mundo natural estavam sempre associados a geometria. Os gregos foram os primeiros a desenvolver uma filosofia natural sem pretensões práticas. Tales de Mileto é às vezes referido como "pai da ciência", pois recusou-se aceitar explicações sobrenaturais, mitológicas e religiosas para os fenômenos naturais. Leucipo de Mileto e posteriormente Demócrito de Abdera desenvolveram o atomismo, onde tudo o que há na natureza é formado por átomos indivisíveis e eternos. Para Aristóteles, as mudanças na natureza podem ser explicadas através de quatro causas: a causa material, aquilo do qual é feita alguma coisa; a causa formal, a coisa em si e o que lhe dá a forma; a causa eficiente, aquilo que dá origem ao processo em que a coisa surge; e a causa final, aquilo para o qual a coisa é feita. Aristóteles foi pioneiro em construir uma teoria altamente coerente e elaborada para a explicação do mundo natural, com base filosófica bem muito bem fundamentada, registrada em seu livro Física. Para ele, os elementos naturais buscavam seu lugar próprio no Universo: a terra buscaria seu centro, onde a Terra está situada, enquanto o fogo tenderia a fugir. Aristóteles também relacionou o movimento como algo provocado por uma força. Embora Aristarco de Samos tenha defendido o heliocentrismo, o auge da astronomia grega vem com o geocentrista, Ptolomeu que aperfeiçoou e complexificou a mecânica celeste grega baseada em esferas e epiciclos para englobar todos os movimentos dos astros observados, incluindo a precessão dos equinócios.
Na visão de vários cientistas atuais, as considerações filosóficas sobre a ciência e a física não influenciam diretamente suas atividades ou métodos de trabalho como cientistas no dia-a-dia, mas a filosofia da física envolve uma combinação de assuntos conceituais, metodológicos, epistemológicos e até mesmo metafísicos. Os filósofos da física colaboram juntamente com os físicos para entenderem os conceitos que empregam em suas pesquisas. Um dos primeiros estudos modernos da filosofia da física foi a reflexão sobre os componentes mais fundamentais do Universo. O Renascimento abalou profundamente as bases filosóficas medievais, fazendo que o ser humano voltasse para si próprio e a busca para uma nova postura diante do mundo precisava de verdades diferentes e de outros modos de reflexão. René Descartes recusava o pensamento tradicionalista medieval e concebia que o pensador tinha por objetivo construir um sistema filosófico semelhante à matemática. Surgia o paradigma cartesiano, com um método de investigação do mundo que rejeitava qualquer conhecimento baseado na sensibilidade, apresentando como critério verídico sua argumentação de que todas as coisas que concebemos são verdadeiras e, portanto, não passíveis de serem contestadas.
Emerge deste pensamento, dessa mentalidade reducionista e mecanicista do Universo levou o ser humano a uma visão fragmentada da verdade, tendo como consequência a quebra da ciência nas várias especialidades, o determinismo científico, onde tudo que existe não passa de partículas e que os movimentos dessas partículas são para sempre determinados quando se mensuram as posições e as velocidades de todas as partículas no momento atual. Em outras palavras, conhecendo-se as posições de todas as partículas do Universo e as suas respectivas velocidades em um dado instante, poder-se-ia conhecer com exatidão todo o passado e o futuro, fosse qual fosse o instante desejado. Esta forma de pensar liga-se diretamente ao reducionismo. Segundo essa linha de pensamento, é possível escrever leis básicas que descrevem completamente o comportamento do Universo. Nestes termos, todo o conhecimento pode ser reduzido a essas leis básicas. Por exemplo, tem-se que todos os fenômenos químicos possam ser deduzidos da mecânica quântica se o número de cálculos envolvidos for viável. O principal objetivo da física seria então encontrar essas leis básicas que regem o Universo. O reducionismo coloca a física na posição de ciência a mais básica de todas pois, a partir dela, seria possível, em princípio, chegar-se ao mesmo conhecimento produzido em todas as outras. Isso não implica o descarte das demais, pois essas tratariam com as suas próprias metodologias os fenômenos naturais mais complexos, consolidando-se em áreas que, por questões práticas, estariam fora do alcance da física.

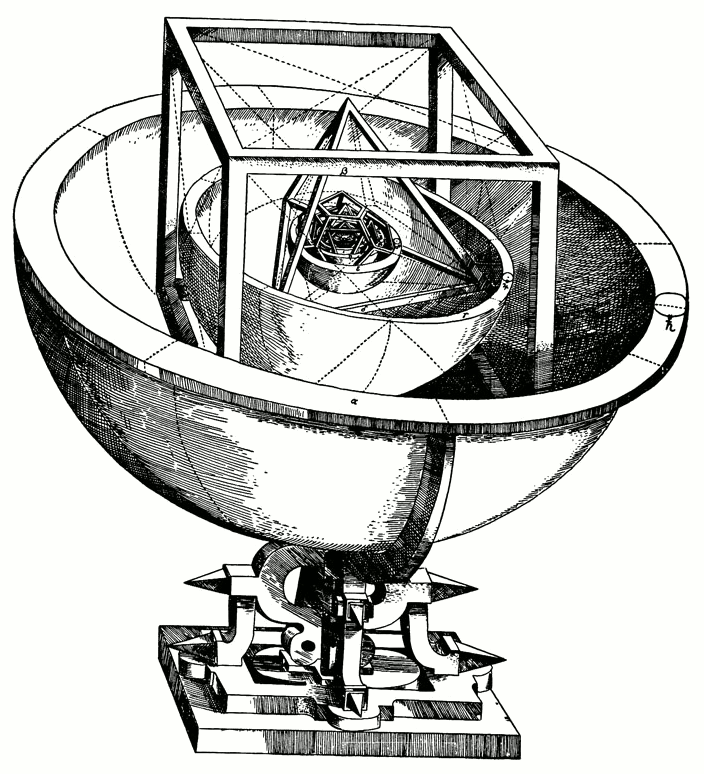
Diagrama do Sistema Solar heliocêntrico imaginado por Johannes Kepler. O sistema solar seria inicialmente para Kepler perfeito como os sólidos de Platão. Anos mais tarde Kepler concluiu que as órbitas planetárias deveriam ser elípticas, contrariando o seu próprio pensamento inicial.

A crise científica no início do século XX, causada pelos seus próprios progressos, abalou o paradigma reducionista-mecanicista cartesiano. O surgimento da relatividade e da mecânica quântica e outras áreas da física moderna redefiniu conceitos como ordem, posição, tempo, espaço, momento, continuidade e separabilidade, referencial e localidade. Os métodos reducionistas já não são compatíveis com novas formas da lógica e a complexidade surge em primeiro plano. O caos, a complexidade, a probabilidade e a incerteza passaram a integrar uma nova forma da percepção da realidade.
Com a física em posição de ciência mais fundamental, certas questões metafísicas, como especulações sobre o tempo, a existência e as origens do Universo, entre outras, deveriam ser enviadas à física para se obter respostas segundo os moldes dessa ciência. Nestes termos, seja qual for a resposta que a física apresente para conceitos como tempo, causa e ação, ou mesmo identidade, estas deveriam ser consideradas em princípio corretas. Entretanto, se as noções tradicionais metafísicas entrarem em confronto com uma física bem enraizada, então essas noções metafísicas deixariam de ter significado ou dever-se-ia questionar a validade dos conhecimentos sobre o mundo físico providos pela física. Para isso, filósofos da física têm se esforçado para investigar qualquer confronto possível entre a Metafísica e a física.
A física tem sido considerada historicamente o modelo de ciência para todas as outras ciências, naturais ou não, tanto por filósofos quanto por cientistas. Por exemplo, a Sociologia, ainda nos seus primórdios com Auguste Comte, na primeira metade do século XIX, era chamada de física Social. Dentro da construção do senso comum, a física detém os melhores métodos que a ciência pode conceber. Mas também é argumentável que a física tem os seus próprios métodos, diferentes daqueles de outras ciências, e particularmente aplicáveis à própria disciplina e incomparáveis a outras. Mesmo dentro da física, os métodos podem variar e serem incomparáveis.
Esta ciência ocupa uma posição privilegiada dentre as ciências, já que lida com os mais arraigados conceitos cotidianos. O próprio conceito de cotidiano já foi várias vezes abalado com as mudanças de paradigma da física. Por exemplo, a revolução copernicana, trazendo o heliocentrismo ao primeiro plano, quebrando o paradigma geocentrista defendido pela Igreja Católica na Idade Média, a unificação da física dos Céus e da Terra com a gravitação universal de Newton, a unificação dos conhecimentos de eletricidade e magnetismo por Maxwell. As viagens no tempo e os buracos negros começaram a ganhar espaço dentro do imaginário a partir da relatividade geral de Albert Einstein.

### Física, lógica e matemática

Representação de vetores em coordenadas cartesianas, cilíndricas e esféricas. A física utiliza a linguagem matemática para se expressar.

A física tem o apoio da lógica, pilar central do conhecimento humano para a sua fundamentação, estruturação e expressão. Está ligada ao pensamento humano e distingue interferências e argumentos falsos e verdadeiros. É basicamente um conjunto de regras rígidas para que argumentações e conclusões pudessem ser aceitas como logicamente válidas. O uso da lógica leva a um raciocínio baseado em premissas e conclusões. Tem sido binária, pois aceita duas assunções, falso ou verdadeiro e nega a existência da simultaneidade de conclusões, como por exemplo, conclusões que ao mesmo tempo são parcialmente verdadeiras e parcialmente falsas. Tal conclusão e suas leis da identidade (X deve ser X), da impossibilidade da contradição (X nunca é Y), e da exclusão do terceiro elemento (X deve ser X e, portanto, nunca deverá ser Y) abordam todas as possibilidades e são a base do pensamento lógico. Define as leis ideais do pensamento e estabelece as regras do pensamento correto, sendo uma arte de pensar. E como o raciocínio é a atividade intelectual que leva a todas as outras atividades humanas, define-se a lógica como a ciência do raciocínio correto. Para tanto, a lógica é necessária para tornar o pensamento humano mais eficaz e ajuda-o a justificar suas atividades recorrendo aos princípios que baseiam a sua legitimidade. A lógica é arte, ciência que nos guia ordenadamente, facilmente e sem erros, dentro dos princípios da razão.
A lógica matemática oferece ao conhecimento humano a capacidade de esclarecer e de argumentar conceitos. Em outras palavras, permite adquirir e transmitir certezas com o propósito da validação de certas afirmações partindo-se do reconhecimento da validação de outras argumentações que são geralmente mais simples. Essa capacidade de esclarecer conceitos, apresentar definições e de argumentá-los através da exibição de demonstrações são a base do raciocínio matemático e da própria matemática e que, por sua vez, oferece o suporte lógico para os conceitos físicos.
A Natureza pode ser entendida por meio de ferramentas matemáticas. As noções de números e outras estruturas matemáticas não precisam da física para serem justificadas. Entretanto, novas afirmações matemáticas podem ser usadas, muito tempo mais tarde, para descrever um fenómeno físico. Os números complexos, que são uma das bases da mecânica quântica, já tinham sido pensados no século XVI. No entanto, a matemática é mais do que uma ferramenta da física, é a sua própria linguagem.
O próprio desenvolvimento da física está intimamente ligado com o desenvolvimento da matemática, sendo a recíproca também certamente verdadeira. Desde que os chamados "Calculatores de Merton College", no século XIV, começaram a descrever a cinemática utilizando a matemática, passando por Johannes Kepler e por Galileu Galilei, esta "simbiose" ocorre. Isaac Newton necessitava de um aparato matemático para dar apoio aos seus estudos em física, e em função desta necessidade, foi um dos criadores do Cálculo, disciplina com inegável relevância na matemática e na física, juntamente com Gottfried Leibniz.

### Método científico e epistemologia

Esquema representando o método científico.

Os cientistas em física usam o método científico, um conjunto de técnicas e procedimentos com o objetivo de tornar científico o conhecimento produzido, para validar uma teoria, usando uma aproximação metodológica para comparar as implicações da teoria com as conclusões obtidas de experimentos e observações especialmente conduzidas para testar a teoria. Os experimentos e observações são feitos em princípio com propósito pré-definido, para se coletar e se comparar os dados obtidos por estes com as previsões e teses feitos por um físico teórico, assim ajudando na validade ou não de uma teoria.
Para um cientista moderno, o método de trabalho que ele emprega geralmente apresenta-se bem definido e claro. Nesta visão, o método científico apresenta passos bem delineados e objetivos. A observação e a experimentação são o ponto de partida e o mais importante teste para a formulação das leis naturais. A abstração é o primeiro passo para a compreensão de um fenômeno natural, concentrando-se em seus aspectos mais importantes. Assim que se atinge o estágio durante o desenvolvimento de conceitos e modelos, pode-se procurar através do processo indutivo, a formulação das leis fenomenológicas obtidas diretamente dos fenômenos que foram observados e apresentá-los de forma sintética possível. Decorre então a formulação de leis de teorias físicas, que deve ser capaz de reduzir numerosos fenômenos naturais em um pequeno número de leis simples, que devem ter a natureza preditiva, ou seja, a partir das leis básicas deve ser possível prever fenômenos novos que possam ser comparados com a experiência. Finalmente, determina-se o domínio de sua validade.
Entretanto, a natureza do método científico também é motivo para vários debates filosóficos. Vários filósofos apoiam a ideia da inexistência de um único método científico "inscrito em pedra", e até mesmo a sua inexistência. Portanto, se opõem a qualquer tentativa de estruturação do método científico, que inclui a enumeração rígida dos passos, visto frequentemente na educação de ciências. Alguns filósofos, como Karl Popper, negam a existência do método científico elaborado; para Popper existe apenas um método universal, a tentativa e erro, embora para os defensores do método científico moderno a tentativa e erro fazem parte de sua definição.

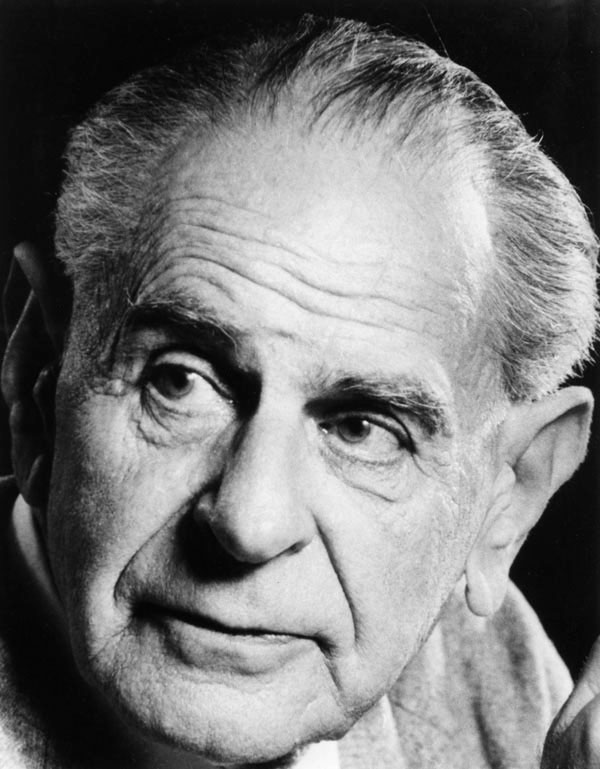
Karl Popper, filósofo e epistemólogo da ciência.

As hipóteses integrantes de uma teoria que são suportadas por dados confiáveis, geralmente de natureza abrangente e que suportam as várias tentativas de falseabilidade, segundo Karl Popper, são chamadas de leis científicas ou leis naturais. Naturalmente, todas as teorias, inclusive aquelas integradas por leis naturais, bem como estas mesmas, podem ser modificadas ou substituídas por outras mais precisas, quando uma anomalia que falsifica a teoria for encontrada. Entretanto, isto não é absolutamente linear. Uma teoria ou um conjunto de teorias podem ser mantidos mesmo que haja anomalias que os invalidem. Segundo Imre Lakatos, um conjunto de teorias, que é chamado por ele de "programas de pesquisa", é mantido mesmo com várias anomalias. Para que o programa de pesquisa se mantenha, tais anomalias são "encaixadas" em um "cinturão protetor" de hipóteses e teses, que podem ser modificados conforme o advento das anomalias encontradas pela física experimental, embora o "núcleo central", ou seja, a tese básica do programa de pesquisa, deve ser mantida integralmente. Um programa de pesquisa é superado apenas quando o cinturão protetor já não é capaz de suportar novas anomalias. Para Lakatos, a substituição de programas de pesquisa coincide com revoluções na história da ciência. Os programas de pesquisa vencedores podem englobar ou não programas de pesquisa superados. A evolução dos "programas de pesquisa" de Lakatos é semelhante à tese de revoluções científicas associadas a mudanças de paradigma, defendida por Thomas Kuhn, como base do desenvolvimento da ciência. Os paradigmas científicos, que englobam toda uma linha de teorias científicas, métodos e valores, contém convicções científicas que não podem ser explicadas segundo as teorias existentes sobre racionalidade.
Para Kuhn, o paradigma estabelece algumas questões sobre o mundo físico. Estas são então investigadas na tentativa de se obter respostas, mas nunca conseguem responder todas as questões que propõe, pois, para Kuhn, a física e a ciência em geral não é um empreendimento para a construção de respostas. Quanto mais respostas sobre determinado fenômeno são obtidas, mais perguntas surgem, embora não seja exatamente um problema inicialmente. Para esse processo de pesquisas Kuhn chamou de ciência normal, ou seja, o período onde determinados paradigmas são aceitos e investigados. Entretanto, as questões ou anomalias que não podem ser resolvidas com o paradigma estabelecido pode atingir níveis insuportáveis. A partir de então, inicia-se o período conhecido como "crise". Novos paradigmas tentam responder de forma mais eficaz as anomalias que o paradigma vigente não consegue mais responder. O período de crise é marcado pela cisão da comunidade científica entre o paradigma vigente e o paradigma em afloramento. Finalmente o novo paradigma ganha a preferência e substitui o antigo. Este momento Kuhn chama de "revolução científica".
As Leis de Newton, por exemplo, estão embebidas dentro da relatividade, assim como toda a mecânica Newtoniana, e, mesmo que suas aplicabilidades não sejam mais universais, os três princípios de Newton ainda são chamados de "leis" e a mecânica newtoniana ainda é ensinada nas escolas de ensino médio de todo o mundo.

### Tempo e espaço

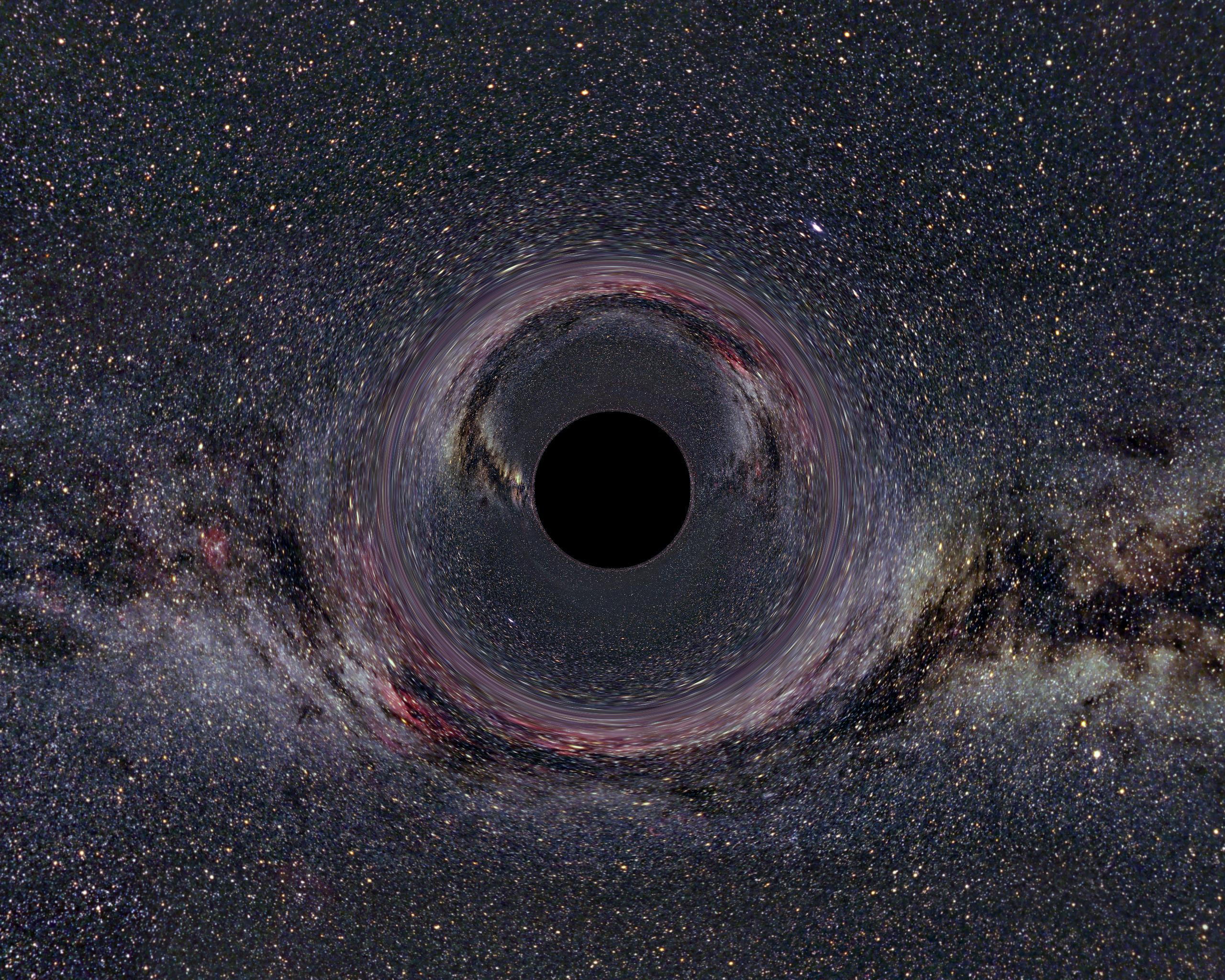
Concepção artística de um buraco negro, formando a lente gravitacional ao alterar o espaço-tempo em seu torno devido a sua imensa força gravitacional.

Os filósofos de física discutem os assuntos tradicionais referentes ao espaço e ao tempo com base nas teorias historicamente concebidas, desde Aristóteles à relatividade geral de Einstein.
Segundo Isaac Newton, o espaço é um ente físico separado e independente dos objetos que estão contidos no seu interior. Esse ente físico, com realidade física comparável a de uma substância, determina um referencial absoluto totalmente inercial. Newton também defende que o tempo é contínuo e infinito e existe mesmo com a ausência de objetos e eventos. Newton estabeleceu, assim, a filosofia física do Substantivalismo. No entanto, Gottfried Leibniz, um dos desenvolvedores do Cálculo ao lado do próprio Newton, argumentava que o espaço contém propriedades estritamente relacionais. Se não existissem objetos, seria impossível a definição de espaço. De modo semelhante, se não existissem objetos ou eventos, também não se poderia definir o tempo. Leibniz desenvolveu, assim, a filosofia física do Relacionalismo. O Relacionalismo ganhou fôlego com o advento da relatividade geral, embora o Substantivalismo ainda tenha seguidores atualmente.
As discussões sobre a natureza do tempo e sobre simultaneidade se iniciaram com a diferença de seus significados dentro da mecânica clássica e da relatividade restrita. Dentro da teoria de Einstein, a simultaneidade deixa de ser absoluta. Os eventos que são simultâneos dentro de sistema de referências podem não sê-lo em outro. Entretanto, o alemão e filósofo da física Adolf Grünbaum argumenta que a simultaneidade dentro da relatividade restrita é apenas fruto de uma convenção, pois a velocidade da luz na relatividade restrita é sempre a mesma, constante quando medida em qualquer referencial inercial, não importando para tal seus estados relativos de movimento; não há referências, portanto, para estabelecer uma velocidade da luz em um referencial absoluto ou específico, que, segundo a teoria de Einstein, não existe: todos os referenciais inerciais são igualmente equivalentes.

### Mecânica quântica

Representação do "Gato de Schrödinger", experimento mental que ilustra o entrelaçamento quântico e evidencia questões pertinentes à interpretação de Copenhague.

A evolução da mecânica quântica trouxe consigo inevitáveis considerações sobre a definição de medida e quais são as implicações de seu processo experimental. Considerações científicas e filosóficas importantes levam não só ao "Gato de Schrödinger" quanto a um debate em relação à impossibilidade de simultaneidade de medidas com precisão absoluta para determinadas grandezas na mecânica quântica. Segundo Werner Heisenberg, em 1925, existe uma incerteza na determinação da posição de uma partícula subatômica. O produto da incerteza da posição pela incerteza de seu momento nunca será menor do que uma certa constante numérica. Não se pode, por exemplo, medir a posição e o momento de um elétron ao mesmo tempo; ao se medir a sua posição, comprometemos seu momento, e vice-versa. As relações de incerteza, à primeira vista, parecem derivar da impossibilidade inerente à natureza humana em obter tais grandezas físicas. Entretanto, Heisenberg afirmou que a incerteza é uma propriedade intrínseca à partícula; se não há meios de se definir com precisão uma grandeza física, então tal grandeza não está precisamente definida por natureza.
Isto compromete profundamente o paradigma cartesiano, a mentalidade reducionista e mecanicista do Universo, que levou o ser humano a uma visão fragmentada e demasiadamente simplória da verdade. Segundo o determinismo científico, tudo que existe não passa de partículas pontuais e seus movimentos são para sempre estritamente determinados quando se mensuram as posições e as velocidades de todas as partículas no momento atual. Não considerando a incerteza, é possível conhecer as posições de todas as partículas do Universo e as suas respectivas velocidades em um dado instante e poder-se-ia conhecer com exatidão todo o passado e o futuro, fosse qual fosse o instante desejado. Admitindo-se a incerteza como algo intrínseco às partículas subatômicas, seria impossível saber o passado e o futuro de forma absoluta, quebrando, assim, os pilares de sustentação do reducionismo e do determinismo. A complexidade e a probabilidade deixariam de ser vistos como algo inerente à incapacidade do ser humano em estabelecer grandezas físicas estritamente precisas, mas passariam a ser conceitos válidos e incontestáveis dentro da física moderna.

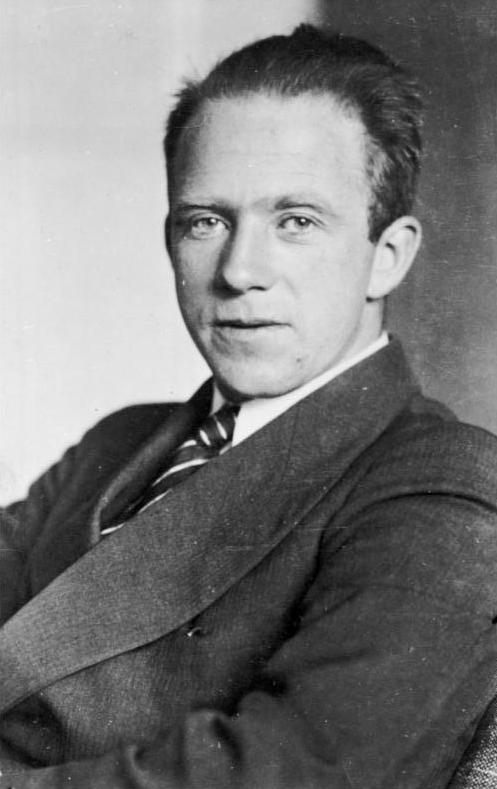
Werner Heisenberg formulou originalmente o Princípio da Incerteza.

Defensores do paradigma cartesiano afirmam que se o Princípio da Incerteza é válido e, portanto, não há mais possibilidades de se obter com precisão estrita a posição e a velocidade, então não há mais condições de afirmar seu estado físico momentâneo. Sem a possibilidade de conhecer seu estado físico, as experiências físicas são incapazes em mensurar qualquer grandeza física, o que põe em xeque todo o conhecimento físico e a própria física. Segundo esse pensamento, portanto, o conhecimento sobre o mundo físico não passa de um simples blefe, abrindo margem para a validação de pseudociências. Porém, esta afirmação, além de radical, é falsa. De fato, o princípio da incerteza impõe restrições às medidas estritamente precisas, mas tal incerteza é observável apenas no mundo subatômico e pode ser desprezada no mundo macroscópico.
Albert Einstein foi um dos defensores do paradigma cartesiano. Embora tenha sido um dos fundadores da mecânica quântica, não aceitava a visão de Heiseberg e a interpretação de Copenhague, afirmando que a teoria quântica estava incompleta: a incerteza na verdade seria a falta de conhecimento sobre variáveis ocultas. Segundo Einstein, "Deus não joga dados com o Universo". Juntamente com Boris Podolsky e Nathan Rosen, publicaram um artigo, que ficou conhecido como paradoxo EPR, onde afirmavam que: 1) se em um sistema que não for perturbado onde pode-se prever com precisão o valor de uma grandeza física, então existe um elemento da realidade física correspondente a esta grandeza física e 2) dois sistemas não podem influenciar-se mutuamente quando estão grandemente distanciados, todas as interações são portanto "locais". Porém, em um artigo publicado em 1964, John Stewart Bell afirmou que as possíveis "variáveis ocultas" de Einstein, Podolsky e Rosen não são compatíveis empiricamente com a mecânica quântica. Se as possíveis variáveis ocultas fossem verdadeiras, existiria uma série de desigualdades, conhecidas como as desigualdades de Bell. Se a mecânica quântica ortodoxa for verdadeira, tais desigualdades não ocorrem. A discussão sobre a existência de variáveis ocultas determinísticas e locais saiu do campo filosófico e foi passado para o campo experimental, mas tais debates ainda não cessaram.
Deste modo, os filósofos da física encaram questões filosóficas que abordam questões mais gerais, como o paradigma cartesiano e o positivismo. Filosoficamente e historicamente, a mecânica quântica nega o determinismo estrito e pontual, apoiando-se na interpretação de Copenhague, onde o mensuramento e o determinismo para partículas subatômicas ganham um novo sentido filosófico, não podendo ser generalizados para a física clássica, isto é, para sistemas macroscópicos de partículas, onde a visão mecanicista do mundo ainda vigora e é essencial para a manutenção dos conhecimentos físicos já alcançados. Filósofos mais moderados defendem a continuação das bases da mecânica quântica, mas defendem que as mecânicas clássica e quântica tenham ontologias totalmente independentes, isto é, as ontologias das duas mecânicas devem ser incomensuráveis. Porém, os defensores do paradigma cartesiano e do positivismo sugerem que a própria mecânica quântica encontre uma solução; alguns defendem a superação da Equação de Schrödinger, que é a base fundamental de toda a mecânica quântica moderna, para outra que consiga garantir suas posições filosóficas tanto na mecânica quântica quanto na física clássica, ou seja, a precisão e a certeza nas medidas deveriam ser válidas, seja no mundo microscópico quanto no macroscópico, negando assim a existência do Princípio da Incerteza.

### Física estatística

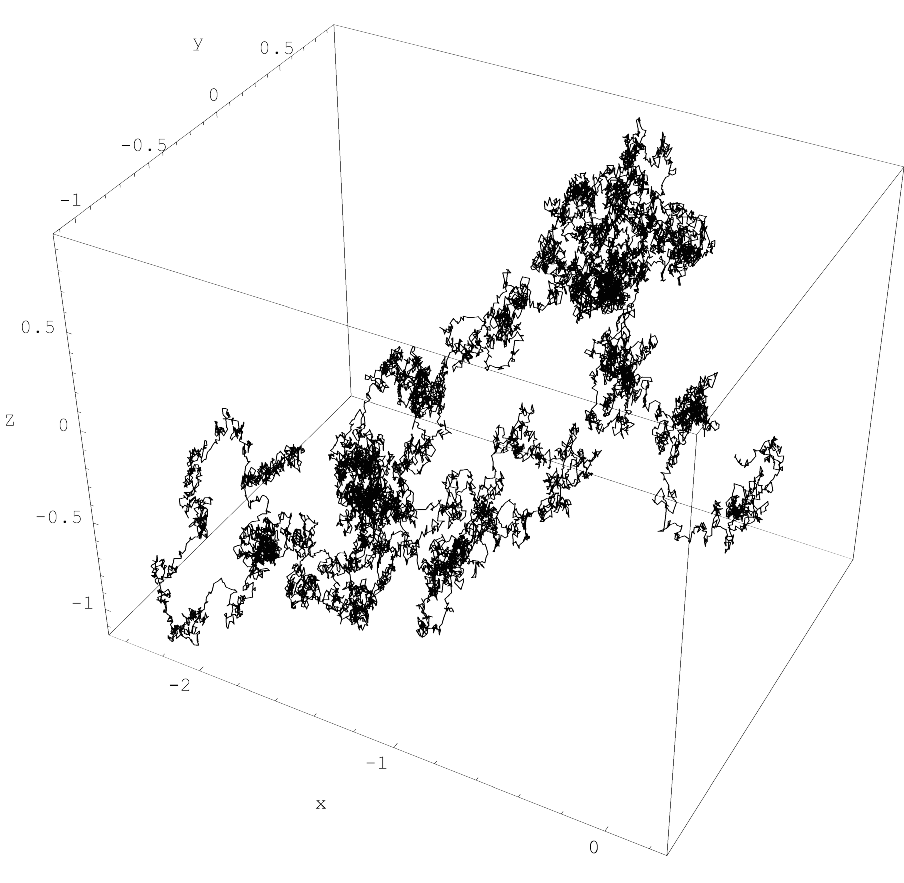
Gráfico representando o movimento browniano em três dimensões.

A física estatística tem por objetivo o estudo dos sistemas constituídos por "incontáveis" partículas, tão numerosas que se torna impraticável a sua descrição através da consideração de cada uma das suas partículas isoladamente. Tais sistemas não são raros e uma simples amostra de gás confinado em uma garrafa seria um exemplo. As ferramentas para solução dessa questão residem nos conceitos de probabilidade e de estatística.
Surge, então, um problema filosófico em relação ao questionamento sobre a exata definição de probabilidade. Alguns filósofos sugerem que a probabilidade seja a medida da "ignorância" sobre um número real. Entretanto, esta definição é bastante subjetiva e não explica o sentido de probabilidade usada pela física estatística ou pela mecânica quântica. Em termos físicos, a probabilidade ganha um sentido mais concreto. A probabilidade é uma propriedade intrínseca a alguns processos físicos e não depende do "nível de conhecimento" do físico experimental. Um átomo pode decair radioativamente sob certa probabilidade entre 0 e 1 e isso não depende da quantidade de "ignorância" do observador. Isso é fundamental para a própria existência da física estatística, que é a teoria dos processos físicos probabilísticos.
Dentro dos processos probabilísticos está arraigada a noção de entropia, conceito fundamental também em termodinâmica. Ludwig Boltzmann propôs que a direção da "flecha do tempo" é determinada pela entropia. Desde então, os filósofos debatem contra e a favor da tese de Boltzmann. Para alguns, a entropia, em termodinâmica, não pode ser generalizada para eventos universais. É necessário que haja determinismo estrito e pontual, inconcebível dentro da mecânica quântica; a direção do tempo determinado pela entropia não passaria de um ponto de vista metafísico. Entretanto, outros afirmam que é absolutamente possível conciliar as duas teorias e que a direção do tempo é realmente determinada pela entropia. A segunda corrente de ideias está grandemente relacionada ao relacionalismo de Leibniz, onde o tempo existiria apenas se existissem objetos e eventos em constante complexidade, que pode ser traduzida como a própria entropia.

### Física experimental

Diagrama de um interferômetro como usado na Experiência de Michelson-Morley.

Os filósofos da física tradicionalmente se preocupam com a natureza das teorias científicas, isto devido em grande parte ao papel central que a epistemologia da ciência teve na filosofia, principalmente após o início do século XX. Em vista do advento das teorias modernas na física, foi a partir de então que os filósofos e historiadores de física começaram a ficar mais atentos à física experimental e têm argumentado que o experimento tem seus próprios métodos e práticas, que podem se diferenciar e serem incomensuráveis dentro da diversidade do escopo da física experimental.
Para Thomas Kuhn, a ciência normal é realizada dentro de um determinado paradigma científico praticamente estável, mesmo com a presença de anomalias que contrariam tal paradigma. Analisando-se as revoluções científicas, Kuhn percebeu que estas estão associadas a mudanças de paradigma. Um paradigma não é banido imediatamente quando a física experimental encontra uma anomalia, mas apenas quando o próprio paradigma já não mais suporta a quantidade de anomalias. Segundo Imre Lakatos, que usa um conceito semelhante conhecido como programa de pesquisa, tais mudanças de ponto de visão não ocorrem abruptamente. Consequentemente, não existem experimentos cruciais na História da física. A concepção de Éter, para Lakatos, não foi abandonada abruptamente com a Experiência de Michelson-Morley, mas sim abandonada lentamente e historicamente.

## Física e sociedade

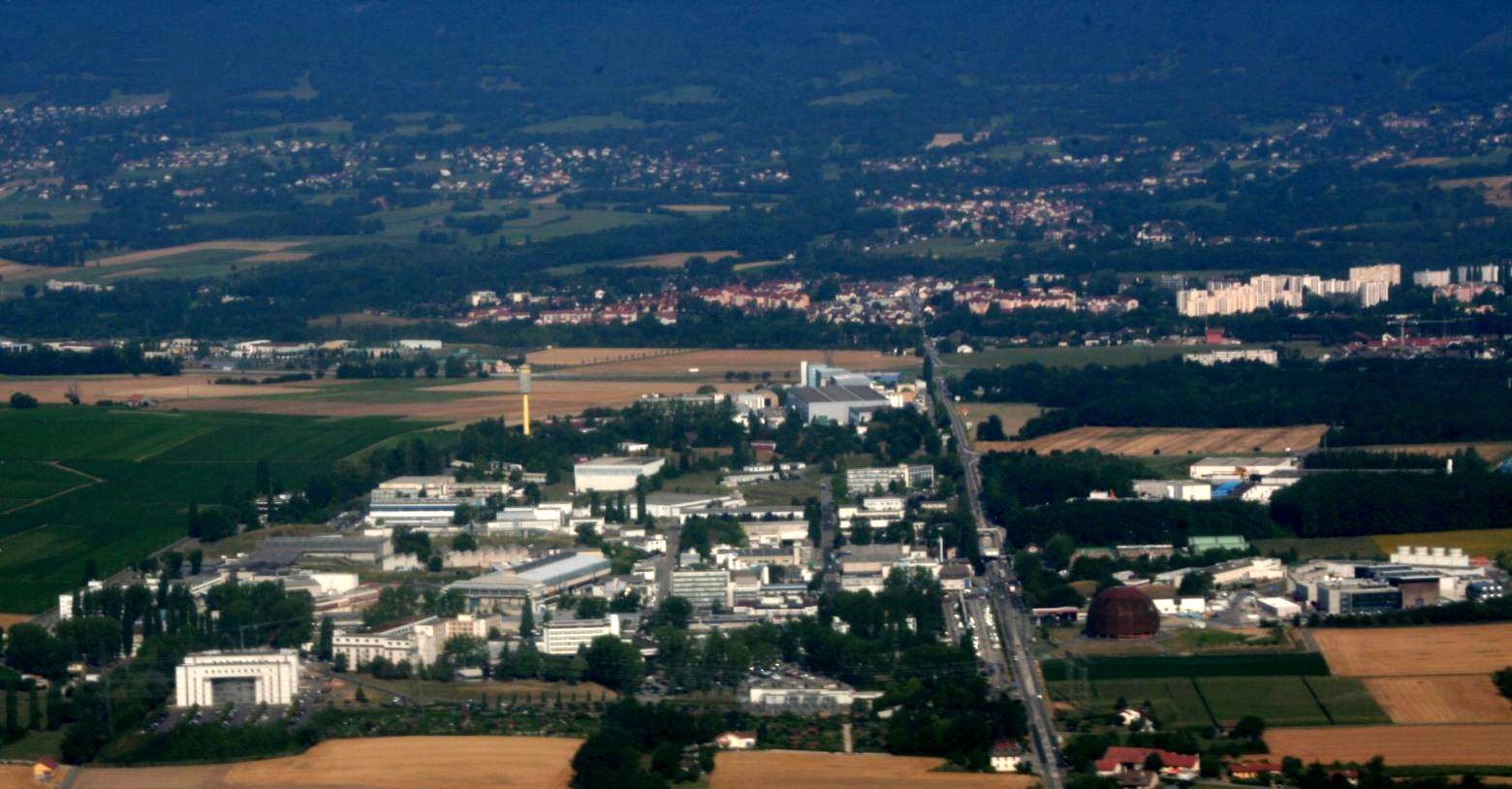
Vista aérea da Organização Europeia para a Investigação Nuclear (CERN), aos arredores de Genebra, Suíça.

A física e as outras ciências naturais são o motor de propulsão de numerosas instituições científicas de grande importância. Tais instituições, como a Organização Europeia para a Investigação Nuclear (CERN) demandam não apenas imensos investimentos, mas também o mais refinado contingente humano que se pode disponibilizar. Os países desenvolvidos e em desenvolvimento aplicam uma significativa parcela de seu produto interno bruto (PIB) na investigação científica em geral. Deste montante, uma parte importante é destinada para a física, suas divisões e aplicações à Engenharia e à Indústria. Tais países também mantêm um aparelho burocrático para a administração desses investimentos. Tais aparelhos constituem-se de órgãos executivos e de assessoria especializada na condução e organização dos assuntos relacionados à pesquisa científica pura e aplicada. A criação dessa máquina pública foi resultado de uma lentíssima evolução, dependente do amadurecimento de numerosos fatores e demandas que não necessariamente estavam ligados à pesquisa científica, mas sim originados no amplo processo de substituição da cultura durante a revolução científica.
Essa evolução na física ganhou ares de uma revolução autêntica; o sistema heliocêntrico de Copérnico e a introdução do experimento como argumento para provar afirmações, tendo Galileu Galilei como pioneiro, abalaram definitivamente o paradigma aristotélico dominante no pensamento filosófico até a Idade Média. A astronomia tornou-se também uma ciência moderna com a primeira grande unificação da física, quando Isaac Newton uniu a física dos Céus e da Terra sob a gravitação universal e com a considerável evolução na navegação, primeiramente com a utilização do astrolábio e posteriormente com a invenção de relógios mais precisos que marcaram um fim nos problemas da navegação, problema que a filosofia natural Medieval não foi capaz de encontrar uma solução. A destruição do sistema filosófico e religioso herdado da cultura medieval e as conquistas práticas das grandes navegações libertaram a filosofia natural de sua posição de contemplação e especulação, e pavimentaram o caminho para uma era em que a ciência passou a ser encarada como instrumento de transformação.
Durante o renascimento italiano, as primeiras universidades ditas modernas foram criadas. Essas universidades abriram a oportunidades para novas atividades intelectuais. Embora o paradigma aristotélico ainda fosse uma herança medieval até meados do século XIX, permitiram a divulgação de obras de grandes pensadores, como Galileu Galilei. As primeiras sociedades científicas são italianas, como a Accademia Nazionale dei Lincei, fundada em 1603 em Roma, e a Accademia del Cimento, fundada em Florença em 1651. Em seguida foi fundada na Inglaterra em 1662 a Royal Society e a Académie des Sciences, na França em 1666. No final do século XVIII, havia aproximadamente duzentas sociedades científicas na Europa.

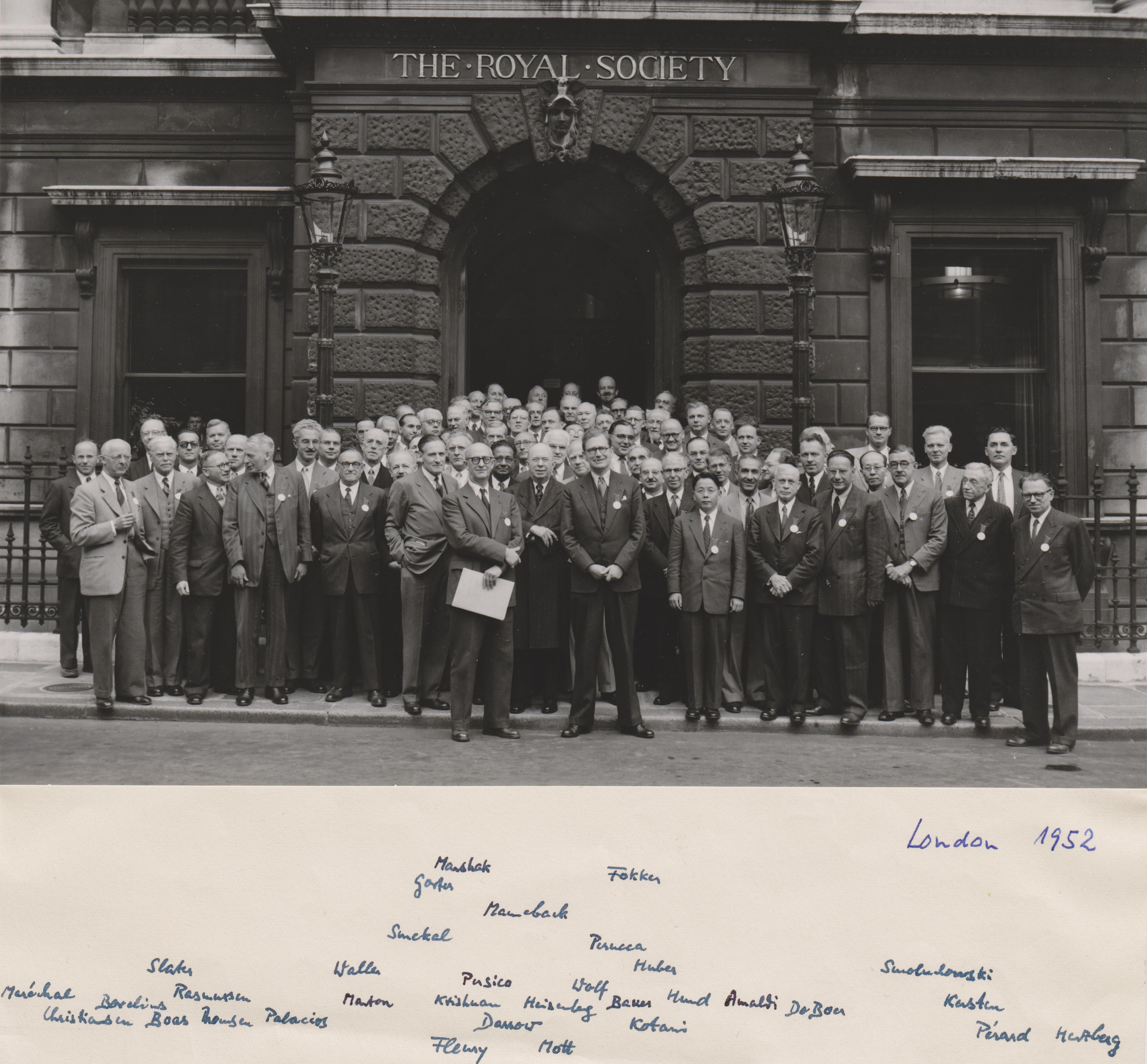
Membros da Royal Society em 1952.

Essas sociedades, ou academias, originaram-se com o intuito de dar à ciência, e sobretudo à física, um novo panorama. Segundo Robert Hooke, em 1663, ao redigir os estatutos da Royal Society, os objetivos da sociedade científica eram o aperfeiçoamento do conhecimento dos componentes da Natureza e de todos os artefatos úteis, produtos e práticas mecânicas, invenções e engenhos por meio da experimentação. Deve-se também observar a não-especulação sobre assuntos referentes a divindades, metafísica, moral, política, gramática, retórica ou lógica. As sociedades científicas tinham por objetivo aprimorar o conhecimento científico, mas eram organizações muito fechadas e excludentes, mantidas por seus membros, que eram pessoas de renda própria e alta posição social. Não havia remuneração ou recompensas financeiras pelo trabalho científico. John Harrison, inventor do relógio mais preciso até então, levou praticamente toda a sua vida para reclamar o prêmio oferecido pela Royal Society para tal feito. Essa situação continuou até a segunda metade do século XIX, quando as universidades começaram a incorporar que forma institucional a ciência. Apenas a partir dessa época o cientista pôde utilizar uma sólida estrutura para a sua formação. Antes disso, praticamente todos os cientistas eram autodidatas.
O Observatório de Paris, fundada como anexo da Académie Royale des Sciences, e o Observatório Real de Greenwich, fundada em 1675, foram as primeiras instituições dedicadas à áreas relacionadas à física e amparadas pelo poder central das respectivas nações. Suas criações dependeram intensamente do crédito científico obtido na solução de problemas de astronomia necessários ao desenvolvimento da navegação. Foram também as primeiras organizações, e as únicas durante muito tempo, a oferecer uma cadeira regular a um especialista de alguma área da física. Entretanto, nos séculos XVIII e XIX, houve a ausência grandes desenvolvimentos na organização social da física. Quase todo o desenvolvimento nesta área está confinado ao século XX, especialmente devido às Primeira e Segunda guerras mundiais, onde era necessário o desenvolvimento de armas sofisticadas que exigiam conhecimentos avançados de física, como na Aerodinâmica, física nuclear, entre outros.

## Pesquisas físicas atuais

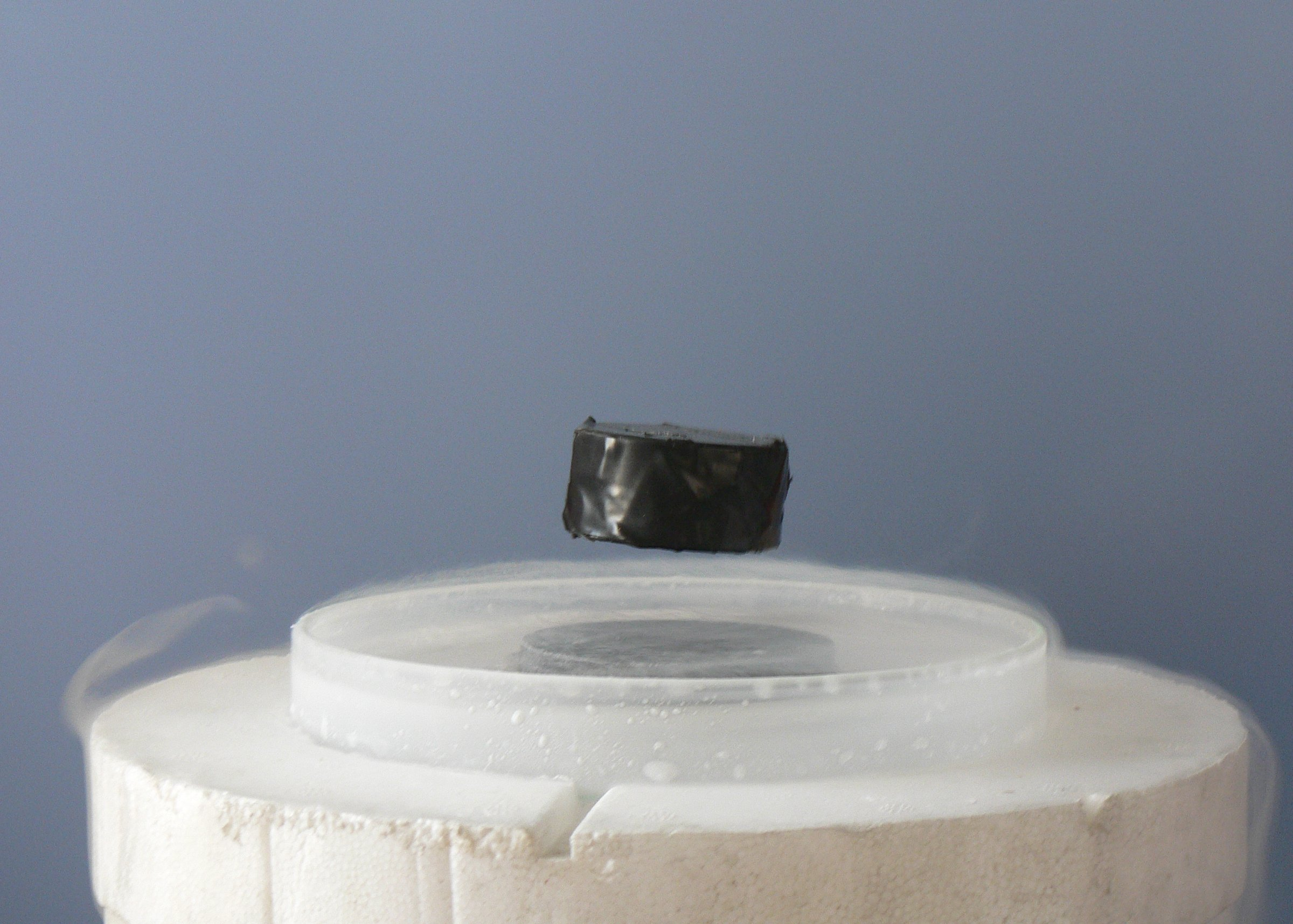
Efeito Meissner, um magneto suspenso sobre um supercondutor.

A pesquisa em física está progredindo continuamente em várias frentes. Na física da matéria condensada, um importante problema em aberto é a supercondutividade a alta temperatura. Na física aplicada, muitos experimentos de matéria condensada estão objetivando a fabricação de aparelhos e computadores magnetoeletrônicos e quânticos.
Na física de partículas, as primeiras evidências experimentais de física além do modelo padrão começaram a aparecer, como a possibilidade do neutrino ter massa. Atualmente, os aceleradores de partículas são capazes de operar em energias da ordem de tera-elétrons-volt. Os físicos teóricos e experimentais, no CERN e no Fermilab, tentam encontrar o bóson de Higgs, a única partícula ainda a ser descoberta segundo o Modelo Padrão. Para tal, equipamentos sofisticadíssimos foram construídos, como o Large Hadron Collider, o maior acelerador de partículas já construído do mundo.
A gravidade representa uma das mais importantes questões abertas na física moderna. As tentativas teóricas de unificar a mecânica quântica e a relatividade geral em uma única teoria da gravitação quântica, um programa de pesquisas que perdura por mais de cinquenta anos, ainda não foi resolvido. Existem modelos matemáticos que tentam conciliá-los, como a teoria das cordas e a gravidade quântica em loop. Muitos fenômenos astronômicos e cosmológicos, a assimetria bariônica, a aceleração da expansão do Universo e o problema da maior velocidade angular das galáxias ainda carecem de descrições satisfatórias. Embora se tenha feito progresso na mecânica quântica de altas energias e na Astrofísica, muitos fenômenos cotidianos ainda são fracamente entendidos, como a turbulência, sistemas complexos e o caos.